# Quốc vương Thụy Điển
Quốc vương Thụy Điển (tiếng Thụy Điển: Sveriges Konung) là người đứng đầu Vương quốc Thụy Điển. Vua truyền ngôi theo chế độ cha truyền con nối; có hệ thống nghị viện phụ việc cho ông. Thời xa xưa, vua Thụy Điển được bầu chọn theo nguyên tắc tuyển cử; đến thời Gustav Vasa là cha truyền con nối. Ngày nay, Thụy Điển là nhà nước quân chủ nghị viên và Quốc vương là người thực hiện các nghi lễ và các hoạt động khác trong Vương thất; các hoạt động về chính trị sẽ do Quốc hội quản lý. Quốc vương hiện tại là Carl XVI Gustaf, lên ngôi ngày 15/9/1973 sau khi ông nội là Gustaf VI Adolf băng hà.

## Lịch sử

### Trước thế kỷ 16
Thụy Điển là một vương quốc ngay từ thời tiền sử. Cứ liệu đầu tiên viết về nước này là tài liệu của Pliny "Già" khi viết về những thuộc địa Bắc Âu (vịnh Scandinavia) mà La Mã chiếm, có nhiều bộ tộc mà trong đó, bộ tộc mạnh nhất có lẽ là Hillevionum gente, lập 500 làng như một vùng đất độc lập. Năm 98, Tacitus trong sách Germania đã viết về một bộ tộc sống ở Bắc Âu tên là Sueones, mà địa bàn cư trú của họ có thể là miền Trung Thụy Điển ngày nay. Thế kỷ VI - VII, người ta tìm được một bài thơ ở nước Anh có đề cập các vị vua huyền thoại Thụy Điển. Nó là bài thơ Widsith gồm 144 dòng; mô tả chiến tranh Thụy Điển-Geatish và trong đó có đề cập các quốc vương Thụy Điển huyền thoại như:  Ongentheow, Ohthere, Onela và Eadgils người thuộc về một triều đại Vương thất được gọi là Scylfings . Tài liệu Annales Bertiniani của người Frank có nhắc đến người Rhos là một bộ tộc sống ở thảo nguyên, bị Hoàng đế Louis I thẩm vấn về nơi sinh sống sau khi bị người Hungaria truy đuổi. Những người bị bắt đã khai với Hoàng đế về thủ lĩnh của họ được tôn xưng là  chacanú ' '
Nguồn tư liệu ít ỏi không cho biết gì nhiều về các quốc vương Thụy Điển thời tiền sử. Hàng ngàn bản khắc bằng chữ Rune, biên niên sử lưu trữ ở Temple at Uppsala đã cho biết tên các vị vua đầu tiên của Thụy Điển như bia Gs 11 (Emund the Old), U 11 (Haakon the Red) and U 861 (Blot-Sweyn). Khoảng năm 1000, vị vua Thụy Điển đầu tiên được biết đến đã cai trị cả Svealand và Götaland là Olof Skötkonung, tuy nhiên thời gian cai trị giữa các quốc vương không được rõ ràng. Sức mạnh quyền lực của quốc vương, cộng với hậu thuẫn của các giáo sĩ đạo Thiên Chúa (xuất hiện vào thế kỷ 11) làm quyền lực của vua được củng cố mạnh hơn. Bia ký Mora ghi nhận: vua do nhân dân bầu cử và nhân dân có quyền lật đổ ông ta. Một bia khác đề cập đến nghi lễ Vương thất bị phá hủy năm 1515.
Do truyền ngôi theo kiểu bộ lạc, nền quân chủ Thuỵ Điển lúc mới hình thành là một chế độ quân chủ tuyển cử (elective monarchy, monarchie élective), nghĩa là vua được chọn thông qua bầu cử. Những vị vua đầu tiên được bầu thường là những thủ lĩnh quân sự; quyền lực của họ còn bị hạn chế bởi tập tục, bởi chế độ tự quản của các cộng đồng làng xã. Trong phạm vi của các tỉnh truyền thống, các hội nghị "thing" có quyền công nhận hay từ khước quyền lực của Vương thất trên lãnh thổ của họ. Mãi đến khi chế độ quân chủ đi vào giai đoạn hoàn chỉnh, quyền lực của các hội nghị "thing" mới dần dần giảm bớt để nhường bước cho các bộ máy thư lại (bureaucracies) và các"hội đồng" (råd, councils) chịu ảnh hưởng của giới quý tộc và tăng lữ.
Tuy nhiên, việc thống nhất của Thụy Điển gặp nhiều khó khăn do sự tranh chấp ngôi vị giữa hại dòng họ Vương thất là Erik và Sverker; để rồi kết thúc bằng cuộc hôn nhân giữa gia tộc Eruk với nhà Bjelbo để ổn định ngai vàng Thụy Điển. Dưới thời vua Magnus IV, Thụy Điển cai trị cả Na Uy và phần lớn Scania. Về sau bị ảnh hưởng bởi Dịch tễ đen năm 1349 và đấu tranh nội bộ hoàng tộc, Thụy Điển suy yếu dần. Trong lúc này, Đan Mạch dưới sự thống trị của Valdemar IV đang rất hùng mạnh. Năm 1359, Valdemar IV  Atterdag cho con gái là Margareta đính hôn với con trai thứ của Vua Thuỵ Điển Magnus Eriksson tên là Haakon. Cuộc hôn nhân này được dàn xếp vì Magnus muốn nhờ vả sự giúp đỡ của Đan Mạch nhằm đối phó với giới quý tộc trong nước đang chống lại ông. Haakon là người được chọn thừa kế ngôi vua ở Na Uy và đến năm 1362 được bầu làm Vua Thuỵ Điển (cùng nắm giữ vương quyền, vì lúc này Magnus vẫn còn nắm quyền ở Thuỵ Điển). Đám cưới diễn ra vào năm 1363, lúc này Margaret mới lên 10 tuổi.
Năm 1363, giới quý tộc Thuỵ Điển do bất mãn với Magnus Eriksson đã đến cầu viện Quận công Albert của Mecklenburg (Albert II of Mecklenburg). Abert đánh bại Magnus, được bầu làm Vua Thuỵ Điển, chấm dứt triều đại Folkung (Folkungar) ở Thuỵ Điển. Magnus phải chạy sang lánh nạn ở Na Uy và qua đời tại đó vào năm 1374. Con trai ông là Haakon vẫn giữ vững được Vương quốc  Na Uy và đến năm 1370, hoàng hậu Margareta sinh hạ một con trai, đặt tên là Olaf.
Sau khi vua cha là Valdemar IV qua đời (1375), Margareta thành công trong việc vận động để con trai bà được thừa kế ngai vàng ở Đan Mạch. Haakon mất vào năm 40 tuổi (1380), trong khi hoài bão khôi phục lại vương quyền ở Thuỵ Điển vẫn chưa thực hiện được. Như vậy là Olaf thừa kế ngôi vua ở cả hai nước Đan Mạch và Na Uy. Lúc này Olaf chỉ mới được 10 tuổi, do đó quyền nhiếp chính vẫn nằm trong tay Margareta. Khi Olaf đủ tuổi trưởng thành (15 tuổi), Margareta cùng con trai dự định tiến hành chiến tranh để đòi lại ngôi vua Thuỵ Điển từ tay Albert; nhưng chưa kịp thực hiện thì Olaf đột ngột qua đời vào năm 17 tuổi (1387). Margaret nắm quyền nhiếp chính của cả hai nước Đan Mạch và Na Uy. Do không có người nối dõi, bà nhận đứa cháu trai 6 tuổi là Erik của Poremania (Erik of Pomerania) làm người thừa kế. Về danh nghĩa, Margareat vẫn là hoàng hậu của Thuỵ Điển bị soán ngôi, do đó bà tìm cách liên kết lực lượng với giới quý tộc Thuỵ Điển đang bất mãn với Albert để đòi lại ngôi vua. Năm 1388, quý tộc Thuỵ Điển thừa nhận Margareta là người trị vì chính đáng của Thuỵ Điển và năm sau, lực lượng của Margareta đánh bại quân của Albert, bắt sống được ông này. Cuộc chiến vẫn tiếp tục kéo dài, mãi đến 1398 quân của Margareta mới chiếm được Stockholm.
Do sự vận động của Margareta, năm 1397, cháu trai của bà là Erik của Pomerania (Erik of Pomerania) được bầu làm vua của cả ba vương quốc Đan Mạch, Na Uy và Thụy Điển. Từ đó hình thành nên Liên hiệp Kalmar, bao gồm tất cả các nước ở Bắc Âu (Phần Lan vào lúc đó vẫn còn là một phần của Thuỵ Điển). Lúc lên ngôi, Erik mới 16 tuổi, do đó Margaret vẫn nắm quyền nhiếp chính và thực sự  là người trị vì Liên hiệp vương quốc cho đến khi mất.
Trong suốt thời gian trị vì, Margareta vẫn được người dân Thuỵ Điển ngưỡng mộ. Sau khi bà qua đời (năm 1421), vương quyền lọt vào tay Erik của Pomerania. Ông này thực hiện những chính sách đối nội không được lòng dân Thuỵ Điển, mặt khác chính sách ngoại giao hiếu chiến của ông đã dẫn đến một cuộc phong toả kinh tế tiến hành bởi Liên đoàn Hanse. Năm 1434, một cuộc nổi dậy của nông dân và thợ mỏ đã nổ ra ở Bergslagen (miền trung Thuỵ Điển) dưới sự lãnh đạo của Engelbrekt Engelbrektsson. Vị lãnh tụ khởi nghĩa này liên minh với giới quý tộc để chống lại Vua Erik. Vào năm 1435, giới quý tộc triệu tập một hội nghị toàn quốc tại thị trấn Arboga để bàn bạc và quyết định các công việc chung của cả nước. Hội nghị đã phong cho Engelbrekt làm tổng chỉ huy quân sự của vương quốc. Trước sức ép này, Erik phải nhượng bộ, đồng ý thay đổi chính sách để được tiếp tục công nhận là vua của Thuỵ Điển. Tuy nhiên, ảnh hưởng của cuộc nổi dậy đã lan tràn sang tận Đan Mạch và Na Uy, khuyến khích các kẻ thù của Erik chống lại ông. Năm 1438, Erik phải tỵ nạn ở Gotland và sau đó, lần lượt bị phế truất ở cả ba vương quốc.
Hội nghị tại Arboga vào năm 1435 thường được coi như Nghị viện đầu tiên của Thuỵ Điển. Có thể coi hội nghị này như một sáng kiến của giới quý tộc nhằm tạo ra đối trọng đối với quyền lực của nhà vua.
Mặc dù trở thành tổng chỉ huy quân đội, Engelbrekt vẫn không thể đương đầu với giai cấp quý tộc - vốn chỉ muốn lợi dụng sức mạnh của cuộc nổi dậy; do đó ông phải rút lui dần vào hậu trường và bị một nhà quý tộc ám sát vào ngày 4.5.1436 tại một bán đảo trên hồ Hjälmaren. Engelbrekt được hậu thế đánh giá như một trong những vị anh hùng vĩ đại nhất trong lịch sử Thuỵ Điển.
Tuy nhiên, cuộc đấu tranh trong nội bộ Thụy Điển liên tục diễn ra. Nhân lúc Đan Mạch lục đục người kế nhiệm quốc vương, Thụy Điển phá vỡ Liên minh bằng cách đưa Karl Knutsson lên làm vua tức vua Karl VIII, gây chiến chống lại Đan Mạch. Sau 5 năm chiến tranh bất phân thắng bại, tới năm 1457 vua Đan Mạch Christian I (1426-1481) thắng thế, được phong làm vua Thụy Điển tại Uppsala (cách Stockholm 70 km về phía bắc) và Karl VIII bị truất ngôi, phải chạy trốn tới Gdańsk (nay thuộc Ba Lan). Năm 1464, người Thụy Điển nổi dậy chống lại Đan Mạch do thuế má quá cao. Họ gọi Karl về làm vua cho đến khi qua đời; rồi cử Sten Sture làm nhiếp chính để chống Đan Mạch. Năm 1523, sau khi tái chiếm Thụy Điển thì Christian II xử tử 82 nhân vật hàng đầu của Thụy Điển trong cuộc tàn sát đẫm máu ở Stockholm (Stockholm Bloodbath, từ 6 tới 10.11.1520) thì người Thụy Điển cương quyết nổi dậy chống đối. Đan Mạch rút khỏi Thụy Điển năm 1521. Ngày 06.6.1523 Gustav I Vasa lên làm vua Thụy Điển và Liên minh Kalmar thực sự kết thúc (nhưng tới 1524 thì các bên mới ký kết bãi bỏ Liên minh).

### Thế kỷ 16 và giữa thế kỷ 17
Gustav I  được giới quý tộc bầu làm vua Thụy Điển ngày 6/6/1523 tại cung điện Strängnäs. Ông là vị vua quyết đoán, cứng rắn, tàn nhẫn và rất độc tài. Ông cũng yêu âm nhạc và ưa đọc truyện dũng sĩ Robin Hood. Dưới thời ông, Tin Lành được duy nhập vào Thụy Điển; các bộ kinh Tân Ước cũng được dịch ra tiếng Thụy Điển, xuất bản năm 1541. Ông cũng được Hội đồng Västerås trao quyền tịch thu mọi tài sản của nhà thờ; bãi bỏ các thủ tục và nghi lễ rườm rà, phức tạp. Cai trị ở một quốc gia mới độc lập, chưa ổn định về chính quyền; Quốc vương đã phải đem quân đánh phá các cuộc khởi nghĩa của nhân dân chống chính quyền mới; như khởi nghĩa Dalarna chống lại ông do quốc vương quá khắc nghiệt. Nông dân ở Småland (miền Nam Thụy Điển) nổi dậy tháng 6/1542 do bất bình thuế khóa quá nặng theo lệnh của người nông dân là Nils Dacke. Ông chủ trương đòi lật đổ Gustav để lập vua mới, thậm chí còn nhờ công quốc Palatine ủng hộ; đòi thiết lập trở lại quyền cai trị của Giáo hội Roma trên đất Thụy Điển. Quân khởi nghĩa đánh thắng nhiều trận và buộc quốc vương phải giảng hòa vào đầu năm 1543. Tranh thủ thời gian hòa hoãn, quốc vương đã vô hiệu hóa âm mưu xâm lăng của quân Đức và đến cuối tháng 1 thì phá vỡ, đem đại quân tấn công mạnh mẽ vào quân nông dân. Đã vậy, Gustav cho người lôi kéo các nông dân khác phản bội quân khởi nghĩa; đồng thời tấn công mạnh vào quân nông dân. Trong trận chiến quyết diễn ra vào tháng 3, quân nông dân bị đại bại và người lãnh đạo của họ bị thường nặng và bị bắt chém vào tháng 6.
Sau khi thành công trong việc củng cố quyền lực và phục hồi kinh tế, Gustav lại triệu tập Hội nghị các đẳng cấp vào năm 1544 để công nhận quyền thừa kế ngôi vua của dòng họ Vasa. Việc ông lợi dụng Hội nghị của các đẳng cấp để gây áp lực đối với giới quý tộc đã dẫn đến kết quả là: Nghị viện từ chỗ là một tổ chức không chính thức đã từng bước trở thành một tổ chức chính thức đại diện cho cả bốn đẳng cấp lớn trong xã hội Thuỵ Điển (quý tộc, tăng lữ, thị dân và nông dân). Trong thập niên 1540, danh từ "riksdag" được sử dụng đểgọi tên thiết chế này và kể từ đó cho đến giữa thế kỷ 19, Nghị viện ở Thuỵ Điển được gọi là Nghị viện của các Đẳng cấp (Ståndsriksdagen, Riksdag of the Estates, Riksdag des états).
Mâu thuẫn với Giáo hội Roma, Gustav I đã quyết định tử hình những người chống chống lại vua là anh em nhà Pietri và cả tu sĩ trưởng Thụy Điển Laurentius Andreae (người ủng hộ cải cách của vua); nhưng sau đó ân xá và những người này chết trong ngục. Về đối ngoại, quốc vương gây chiến tranh với Ivan IV của Nga từ 1555 - 1557 nhưng bất phân thắng bại.
Con trai cả của ông, quốc vương Erik XIV sau khi lên ngôi năm 1560 đã phản đối mạnh mẽ hoàng đệ Johan của Phần Lan kết thân với Ba Lan. Johan theo đuổi bành trướng vùng Livonia làm quốc vương tức giận thêm và đã bắt giam vào ngục chờ xét xử. Không giống như cha mình luôn hài lòng với lãnh thổ hiện tại, Erik XIV đã cố gắng mở rộng ảnh hưởng của vương quốc sang khu vực khu vực Baltic và ở Estonia, làm Thụy Điển ngày càng mở rộng. Tuy nhiên, việc mở rộng trên đã vấp phải cản trở của người anh em là vua Đan Mạch Frederick III và cuộc chiến Bảy năm Đan Mạch - Thụy Điển diễn ra (1563-1570). Quân đội Thụy Điển của Erik đã đẩy lùi nhiều đợt tấn công của Đan Mạch. Trong nội bộ triều đình, Erik là một ông vua tần nhẫn và độc đoán. Nghi ngờ các thành viên của nhà Sture phản quốc, Erik đã cho xử tử Nils Svantesson Sture; sau đó gây ra nhiều vụ giết hại tàn bạo. Sự tàn bạo của ông làm giới quý tộc, đứng đầu là công tước Phần Lan Johann phản đối kịch liệt. Tháng 1/1569, hoàng đệ Johan làm cuộc đảo chính lật đổ Erik và bắt giam ông ta. Lo sợ Erik ở trong tù có thể giành lại ngai vàng, Johan ra lệnh cho cận vệ của mình phải giết cho bằng được Erik. Kết quả, mạng sống của Erik bị kết liễu bằng thuốc độc vào năm 1577. Cố vấn tin cậy của Erik là Joran Persson (1530-1568) bị tân vương giết vài ngày sau khi lên ngôi.
Năm 1569, Nghị viện đưa Johann III lên ngôi vua; với điều kiện ông phải nhượng bộ đáng kể đối với giới quý tộc. Nguyên tắc truyền ngôi do Gustav vạch ra bị vi phạm, theo đó nhà vua mới tuy lên được thừa kế để lên ngôi, nhưng phải được Nghị viện đồng ý thì mới chính thức làm vua. Với quốc vương Đan Mạch, Johann III tiếp tục chính sách đối ngoại hòa bình và quyết không nhượng bộ trước các đòi hỏi của Đan Mạch. Thậm chí khi chiến tranh kết thúc, ông từ chối không ký Hiệp ước Rokskilde; đánh thắng Nga trong chiến dịch Livonia và buộc Sa hoàng Nga ký tiếp Hiệp ước Plussa năm 1583 chấp nhận cho Thụy Điển lấy lại thành phố Narva. Ông có nhiều ưu đãi với Công giáo La Mã, vì hoàng hậu Catherine vốn là một công chúa người Ba Lan theo Công giáo. Ý định cải thiện mối quan hệ với La Mã đã gây ra sự bất bình trong giới tăng lữ của Thuỵ Điển; gây bất đồng sâu sắc với người em trai là Công tước Karl xứ Sudermania (sau này là Vua Karl IX của Thụy Điển). Tuy nhiên, do bản thân có quan hệ họ hàng với Ba Lan mà ông không dám gây hiềm khích với quốc gia này; việc này thì con trai ông sẽ kế thừa. Dưới thời con trai kế vị ông là Sigismund III (1583 - 1599), ông tìm cách giảm mâu thuẫn trong quan hệ Thụy Điển - Ba Lan bằng cách thành lập Liên minh Ba Lan - Thụy Điển do ông đứng đầu. Dưới thời ông, nỗi lo ngại về khả năng Sigismund có thể đưa Thuỵ Điển trở lại với Công giáo La Mã đã khiến cho đại đa số dân Thuỵ Điển chống lại Sigismund. Karl triệu tập hội nghị tôn giáo ở Uppsala, tại đó giới tăng lữ đã thông qua một bản tuyên bố xác định dứt khoát Thuỵ Điển là một quốc gia theo đạo Tin Lành Luther. Về đối ngoại, quốc vương Sigismund gây chiến tranh với người Tartar và Ottoman; tiếp tục cuộc chiến Ba Lan - Litva và nước Nga. Bận việc các cuộc chiến tranh ở bên ngoài, ông đã giao việc triều chính cho chú là Công tước Karl cai quản. Năm 1595, Nghị viện lại hợp và bầu Karl làm nhiếp chính. Năm 1599, công tước Karl làm đảo chính và đánh bại Sigismund trong trận Stangebro. Năm 1599, Karl vận động Nghị viện (riksdag) phế truất Sigismud làm ông ta phải vào ngôi vua Ba Lan để tồn tại đến 1632.
Là người nắm quyền thật sự ở Thuỵ Điển kể từ 1599 và làm vua trong thời gian 7 năm (1604-1611), Karl IX đã biến Thuỵ Điển thành một nước quân chủ thiên về quân sự. Thời Karl IX, quân Thụy Điển gây chiến với Livonia, duy trì Chiến tranh Ba Lan-Thụy Điển (1600-1611) và cuộc chiến Ingrian để mở rộng lãnh thổ. Hoàng tử Gustav Adolf, con trai ông đã tham gia hầu hết các cuộc chiến do vua cha phát động. Năm 16 tuổi, Gustav tỏ ra vô cùng quả cảm trong cuộc chiến tranh Kalmar. Vào năm 1611 một chi đội Thụy Điển do ông (Gustav) thống lĩnh đã chiếm được đồn bót quân Đan Mạch, bằng việc đánh lừa đối phương và không hề gặp tổn thất nào. Chính sách đối ngoại dựa trên chiến tranh mà ông là người mở đường đã để lại dấu ấn trên đường lối ngoại giao của Thuỵ Điển trong hơn một thế kỷ sau đó. Trong thời gian ông ở chiến trường, vị Tể tướng Thụy Điển Erik Larsson Sparre (1593 - 1600), Svante Turesson Bielke (1602 - 1609) thay ông giữ quyền triều chính. Qua đời vào năm 1611 giữa lúc cuộc chiến tranh Kalmar với Đan Mạch mới bùng nổ, Karl IX đã để lại cho con trai ông – Gustav Adolf, một gánh nặng chiến tranh và một cuộc khủng hoảng thể chế nghiêm trọng.
Gustav Adolf lên ngôi vua vào năm 16 tuổi (1611), lấy hiệu là Gustav II Adolf (Gustave Adolphe). Nhà vua trẻ này chứng tỏ những tài năng khác thường trong vai trò của một chính khách cũng như  trong vai trò của một thủ lĩnh quân sự. Ông được đánh giá là nhà vua được lòng dân nhất trong lịch sử Thuỵ Điển. Thời Gustav, lợi dung việc mâu thuẫn với Sigismund, ông xua quân chinh phạt Livonia khi ông mới 31 tuổi, mở đầu cuộc chiến tranh Ba Lan - Thuỵ Điển (1625–1629). Dưới triều đại ông, chiến tranh chống quân Nga, quân Đan Mạch và quân Ba Lan nhiều lần xảy ra; trong những cuộc chiến tranh ấy, nhà vua được học những bài học vô giá từ kinh nghiệm riêng của chính ông, và từ những binh sĩ phục vụ ông sau một cuộc chiến bị hoãn lại tại Hà Lan. Là một tín đồ Luther sùng đạo, và cũng là một nhà dân tộc chủ nghĩa lớn, ông lợi dụng những mâu thuẫn trên chính trường Âu châu để xây dựng Vương quốc Thụy Điển hùng mạnh hơn. Ông đặc biệt khai thác sâu mâu thuẫn giữa Công giáo và Tin lành, kết hợp chủ nghĩa dân tộc đang phát triển, Khi Công giáo và Tin Lành nước Đức có bất hoà, ông đứng về phe đạo Tin Lành, những tín đồ đạo này đã mở toang cánh cổng các thành phố của họ để chào đón ông. Năm 1630, Gustav chỉ huy đạo quân đáng sợ nhất của thời đó đổ bộ lên miền bắc nước Đức, tham gia vào cuộc Chiến tranh Ba Mươi Năm (Thirty Year’s War) dưới danh nghĩa bảo vệ đạo Tin Lành nhưng thực chất là để chặn đứng sự bành trướng của dòng họ Habsburg về phía biển Baltic. Vào năm 1631, tại Breitenfeld, quân Thuỵ Điển đã đánh bại các đạo quân của Bá tước von Tilly, vị tướng lừng danh của Bavaria. Nhưng sau một loạt trận đánh ở miền Nam nước Đức, Gustav Adolf tử trận tại Lützen (Saxony) vào ngày 6.11.1632.
Trong đối nội, Gustav II có những nhượng bộ với giới quý tộc mà đứng đầu là Tể tướng Axel Oxenstierna (1611 - 1654). Hội đồng Cơ mật  được xem là cơ quan tối cao, nhưng cuối cùng bị biến thành cơ quan thư ký dưới quyền vua. Sắc lệnh về Nghị viện năm 1617 đã tổ chức lại cơ cấu Nghị viện. Theo đó, nhà vua bảo đảm quyền của các đẳng cấp được tham gia vào quá trình làm luật và được tham khảo ý kiến đối với mọi vấn đề đối ngoại. Nhà vua là người đưa ra sáng kiến, nhưng các đẳng cấp có quyền phản bác các biện pháp của chính quyền. Bản thân nhà vua đã chủ trì 11 kỳ họp của Nghị viện, tập trung vào việc tìm ra các phương án hỗ trợ cho gánh nặng ngày càng tăng của chiến tranh. Trong kinh tế, ông  chú trọng khai khoáng, nhờ có ngành nghề này mà Vương quốc Thụy Điển có một nền công nghiệp vững mạnh hơn trước, vượt xa thể trạng của đất nước trước kia. Với quân sự, ông thi hành chế chế độ lính nghĩa vụ. Ông dùng Luật "chọn một người trong số mười người" để thu thập tất cả những người đàn ông ở độ tuổi 15 - 44 trên khắp Vương quốc Thụy Điển. Nhờ công lao cải tổ và dạy dỗ binh sĩ của ông, Thụy Điển sở hữu đến 36.000 quân thường trực. Không những thế, lực lược pháo binh Thụy Điển của Quốc vương trở nên đáng gờm: họ chủ yếu dùng thứ pháo hỏa dã chiến loại nhẹ. Thời đó, các đội quân châu Âu thường dùng một thứ hỏa pháo to tướng: người ta không thể đưa nó đến chiến trường nếu không có chừng bốn con chiến mã hoặc là lừa. Trong khi đó, Quân đội Thụy Điển chỉ dễ dàng đưa hỏa pháo ra trận bằng một con lừa hoặc một con chiến mã.
Sau khi Gustav Adolf tử trận, người thừa kế duy nhất là công chúa Christina - lúc đó chưa đầy 6 tuổi. Một hội đồng nhiếp chính của giới quý tộc cao cấp dưới sự lãnh đạo của Tể tướng Axel Oxenstierna nắm quyền cho đến năm 1644, tức là lúc công chúa đủ tuổi trưởng thành. Ông đã thực hiện được 2 mơ ước còn dang dở của Gustav lúc sinh thời: tập hợp những tín đồ Tin lành ở Đức dưới sự bảo hộ của Thuỵ Điển, đồng thời biến vùng bờ biển của nước Đức cạnh biển Baltic thành một đầu cầu quân sự.
Năm 1643, quân Thuỵ Điển đang trú đóng ở Đức đã tấn công Đan Mạch. Cuộc chiến ngắn ngủi này kết thúc bằng hoà ước Brömsebro ký vào năm 1645, theo đó Đan Mạch phải nhường lại cho Thuỵ Điển các đảo trên biển Baltic như Gotland và Ösel (Saaremaa), cũng như các tỉnh Jämtland và Härjedalen ở biên giới Na Uy. Hoà ước Westphalia kết thúc cuộc Chiến tranh Ba Mươi Năm vào năm 1648 đã đem lại cho Thuỵ Điển vùng Tây Pomerania, cảng Wismar, các giáo khu Bremen và Verden. Những lãnh thổ mới đó cho phép Thuỵ Điển kiểm soát được ba dòng sông chính ở miền bắc nước Đức - sông Oder, sông Elbe và sông Weser, đồng thời đe doạ Đan Mạch từ phía lục địa. Vào giữa thế kỷ 17, Thuỵ Điển vuơn lên thành một cường quốc quân sự khống chế vùng biển Baltic và là một trong những quốc gia rộng lớn nhất châu Âu, với một lãnh thổ rộng gấp đôi lãnh thổ của Thuỵ Điển hiện nay.
Về đối nội, sự cân bằng về quyền lực giữa Vương thất, Hội đồng Cơ mật (giới quý tộc) và các đẳng cấp đã được thể chế hoá trong hiến pháp được ban hành vào năm 1634, hai năm sau khi Gustav Adolf qua đời. Nắm quyền thực sự vào năm 1644, bà vấp phải các chống đối của quý tộc do tình hình vương quốc quá khó khăn do hậu quả của chiến tranh 30 năm. Bà triệu tập Nghị viện vào năm 1650 cũng để giải quyết các khó khăn trong nước. Vì tính tình phóng khoáng, bà giao quyền thừa kế cho người anh họ là Karl X Gustav. Bà cũng là người tàn nhẫn, ra lệnh giết hại những người bị nghi là phù thủy. Năm 1650, bà ra lệnh tử hình 2 người phụ nữ ở Umeå vì nghi họ là phù thủy: họ dùng mèo ma thuật để vắt sữa bò. Năm 1653 lại tử hình tiếp một phụ nữ ở Jämtland vì nghị người này giết chết gia súc bằng phép thuật. Sau khi cải đạo theo Công giáo La Mã, bà thoái vị vào năm 1654, sống quãng đời còn lại ở Pháp và Ý, tập trung vào việc bảo trợ cho các hoạt động văn học – nghệ thuật.
Quốc vương Karl X Gustav lên ngôi khi đã hơn 20 tuổi (6/6/1654) ngay sau khi Nữ hoàng vừa thoái vị. Tiếp tục chính sách đối ngoại của các triều vua trước, ông đã triệu tập Nghi viện ở Stockholm vào tháng 3/1655 để công bố quyết định tiếp tục chiến tranh với Ba Lan. Tháng 7/1655, vị tướng Thụy Điển Arvid Wittenberg chỉ huy 50.000 quân và 50 tàu chiến bất ngờ tấn công Ba Lan. Không kịp phòng bị, quân đội Ba Lan dưới sự chỉ huy của quốc vương John II thất bại liểng xiểng và quốc vương đã phải bỏ chạy về Silesia lẩn trốn. Thụy Điển chiếm đóng hàng loạt thành phố ở Ba Lan, bao vây thành phố Kraków; xây pháo đài Czestochowa để phòng thủ - về sau bị Ba Lan hạ được pháo đài này. Năm 1656, vua Ba Lan trở về nước sau thời gian dài lưu vong đã mở cuộc tấn công vào Thụy Điển. Hơn nữa, họa của quân Tartar đe dọa biên giới Thụy Điển. Quân Thụy Điển của Karl đang đánh Phổ thì bị bất ngờ trước thông tin này, bị liên quân Ba Lan và Tartar đánh thua nhiều trận - ngay cả Phổ cũng trở giáo phản công lại. Karl X bị mất 2/3 trong số 15.000 quân. Trong khi đó, Sa hoàng Nga Ivan IV đã ký một thỏa thuận ngừng bắn với Ba Lan-Litva (Hiệp ước Vilno năm 1656) và sau đó theo đuổi một chiến dịch ở Livonia để bao vây Liên minh Thụy Điển - Litva. Quân đội của Karl đã phải rút lui dần, tất cả đất đai chiếm được đều bị Ba Lan chiếm lại. Ngày 21 tháng 6 1656 người Ba Lan đã tái chiếm Warsaw; Karl X buộc phải kết đồng minh với công tước xứ Brandenburg là Frederick William I bằng theo hiệp ước Marienburg (23/6/1656). Cuối tháng 7, liên quân Thụy Điển - Bradenburg với 18.000 người đã đánh tan đội quân 40.000 người của vua Ba Lan tại Warsaw và tàn phá thủ đô Ba Lan. Điều này khiến công tước Brandenburg không hài lòng, buộc vua Thụy Điển phải ngưng tàn phá Ba Lan. Ông nhượng bộ công tước, cùng công tước ký tiếp Hiệp ước Labiau (20/11/1656) nhằm lập liên minh tấn công và phòng thủ giữa 2 nước; theo đó vua Thụy Điển công nhận Frederick William I làm quốc vương và là người thừa kế ở Đông Phổ.
Hiệp ước Labiau tạo bước ngoặt lớn trong chính sách đối ngoại của Karl X; giúp ổn định tình hình trong nước, kết thêm một đồng minh quan trong làm tiền đề cho các cuộc tiến công tiếp theo mà đầu tiên là chiến tranh với vương quốc Đan Mạch. Nghe theo lời của tướng Torstensson cho rằng Đan Mạch bị yếu ở biên giới phía nam, Karl lập tức đem 8.000 chiến binh dày dặn kinh nghiệm, xuất phát từ Bromberg (Bydgoszcz) tiến công đến Holstein (Đan Mạch) vào ngày 18 tháng Bảy. Quân Đan Mạch chống trả quyết liệt tại khu vực pháo đài Fredriksodde (Fredericia) với Thụy Điển trong trận thủy chiến, kết quả Thụy Điển buộc phải lui binh. Trong tháng 7, Đan Mạch lại lập liên minh với Ba Lan - Litva nhằm chống Thụy Điển. Lo ngại rằng quân Anh và Pháp có thể can thiệp, thời tiết ở Đan Mạch quá khắc nghiệt, Karl X buộc phải lui binh để chuẩn bị chiến dịch mới. Tháng 1/1658, ông cải cách quân đội, tổ chức duyệt binh ở thủ đô và cho trang bị vũ khí tốt cho quân lính. Bất chấp thời tiết lạnh giá, quân đội của Karl vẫn tiến lên đánh thủ đô của Đan Mạch, đồng thời một đạo quân khác lại tiến hành cuộc chiến Livonia. Quân Thụy Điển đánh thắng nhiều trận ở khu vực Zeeland và Copenhagen, buộc Đan Mạch ký Hiệp ước Taastrup vào ngày 18 tháng Hai, và trong Hiệp ước Roskilde (ngày 26 tháng 2 năm 1658), nhường một phần lãnh thổ cho Thụy Điển. Tiếp đó, ngày 17/7 quân Thụy Điển mở cuộc tấn công lớn bao vây thủ đô, nhưng quân Đan Mạch có sự hỗ trợ của các hạm đội Armada Hà Lan đã chống trả dữ dội và đã đánh bại Thụy Điển trong trận vịnh Sound ngày 29/10/1658.
Trở về đất nước vào cuối năm 1659, vua Karl X tiếp tục đàm phán với Đan Mạch; đồng thời thực hiện chiến dịch ở Na-uy. Trong triều đình, vua đã triệu tập Vương thất và Quốc hội bốn đẳng cấp tại. Giữa tháng 1 năm 1660, nhà vua ngã bệnh; và, một tháng sau nhà vua ngự bút đoạn cuối cùng trong di chúc và dĩ nhiên là qua đời.
Lên ngôi quốc vương lúc mới 6 tuổi (13/2/1660), nhà vua Karl XI gặp nhiều khó khăn. Do đó, các Nhiếp chính quan của ấu chúa quyết định tiến hành thỏa thuận và liên minh với nước Pháp vào năm 1671. Nhờ có liên minh Pháp - Thụy Điển, nếu có cuộc chiến tranh xảy ra, điều tất yếu là Thụy Điển sẽ không bị cô lập, và triều đình Pháp sẽ viện trợ giúp triều đình Thụy Điển cải thiện tài chính đất nước. Khi quân Pháp đánh Hà Lan, Thụy Điển đem quân qua hỗ trợ. Vương quốc Đan Mạch là một đồng minh của một số vua chúa ở Đức, và Thụy Điển có khả năng dấn mình vào một cuộc chiến tranh khác chống Đan Mạch. Để chống chiến tranh, Thủ tướng Nils Brahe đã chủ động đến kinh thành Copenhagen vào mùa xuân năm 1675, và cố gắng thuyết phục Công chúa Đan Mạch là Ulrika Eleonora đính hôn với nhà vua Thụy Điển. Giữa tháng 6 năm 1675, hai bên chính thức tiến hành thỏa thuận. Giữa lúc triều đình dang thỏa thuận việc hôn nhân cho quốc vương, bên ngoài thì quân Thụy Điển liên tiếp gặp khó khăn: bị Đan Mạch quấy phá, thất bại thảm hại trong trận Fehrbellin với liên quân Phổ - Brandenburg năm 1675, và do đó vua Đan Mạch là Christian V tuyên chiến với Đế quốc Thụy Điển vào tháng 9 năm đó.
Bấy giờ, chính nội bộ Hội đồng Cơ mật Thụy Điển lại có bất hòa, do đó, nhà vua đành phải đích thân chấp chính. Quân đội Thụy Điển mở các cuộc tấn công xâm chiếm Scania, lấy Landskrona và Helsingborg, sau đó đánh thông qua Bohuslän hướng tới Halmstad để tạo thế bao vây Đan Mạch. Ngày 4/11/1676, quân của Karl XI cùng đại tướng Simon Grundel-Helmfelt đánh bại một bộ phận của quân Đan Mạch. Thụy Điển tiếp tục tiến qua Scania, đến trên vùng cao nguyên thuộc lưu vực sông Kävlinge - gần Lund. Quân Đan Mạch chờ sẵn ở bờ kia sống. Một trận đánh long trời lở đất đã diễn ra, kết quả 20.000 quân Thụy Điển toàn thắng và thiệt hại chỉ 8.000 người. Năm sau (1677), quân Thụy Điển đại thắng Đan Mạch trong trận Landskrona (7/1677), bị thiệt hại khá nhiều: 1.800 chết, bị thương và bị bắt. Đan Mạch cũng thiệt hại nặng nề: 2.500 chết, bị thương và bị bắt. Năm 1678 - 1679, Thụy Điển lại đánh bại được quân Đan Mạch vào năm 1678 khiến nước này từ bỏ ý đồ chiếm tỉnh Skåne và ký hoà ước Lund (1679), cuộc chiến tranh Hà Lan cũng kết thúc bằng các hiệp ước Nijmegen (1678–79), qua đó Thuỵ Điển giữ được gần như toàn bộ các vùng đất chiếm hữu ở Đức.
Trong những năm tháng cuối đời, ông từ chối tham gia chiến tranh bằng việc giành quyền tự chủ trong quan hệ ngoại giao, không tham gia các liên minh trong khi ông cũng tiến hành xây dựng một nền kinh tế ổn định, và cải tổ bộ máy nhà nước và quân đội Thụy Điển:    
- Chính trị: ông lợi dụng sự bất mãn của dân chúng đối với sự yếu kém của giới quý tộc trong thời gian nhiếp chính để lôi kéo giới tăng lữ và các đẳng cấp bên dưới về phía mình. Tại cuộc họp Nghị viện tháng 10/1680, nhà vua không còn bị ràng buộc bởi hiến pháp mà chỉ dựa vào luật pháp và quy chế, và không bị bắt buộc phải tham khảo ý kiến của Hội đồng Cơ mật (Privy Council) trước khi quyết định. Hội đồng Cơ mật đổi tên từ Hội đồng của Vương quốc (Riksråd,Council of the Realm) thành Hội đồng của Vương thất (Kungligt råd, Royal Council). Các thành viên hội đồng không còn là người cộng sự mà trở thành bầy tôi trung thành của nhà vua. Chính sự cải tổ này làm quyền lực của ông ngày càng tăng cao. Mặt khác, việc củng cố bộ máy thư lại (bureaucracy) dưới chế độ quân chủ tuyệt đối cũng có tác dụng tích cực đối với Nghị viện. Chính trong giai đoạn này đã hình thành nên các uỷ ban (committee) của Nghị viện và các hoạt động của Nghị viện cũng được thể chế hoá qua các quy chế thành văn. Điều này đã tạo điều kiện cho Nghị viện trong các giai đoạn sau này hoạt động một cách có hiệu quả hơn.
- Tài chính: Karl XI cho thu hồi các đất đai của quý tộc xung vào tài sản của quốc gia. Điều này ảnh hưởng nhiều đến hoàng tộc và các ông bà chúa phải trả lại đất đai của nhà nước, riêng vị Pháp quan Magnus De La Gardie đã phải trả lại nhà nước đến 248 phòng trong lâu đài Lacko của ông ta[31]. Karl XI là ông vua rất quyết liệt trong chống tham nhũng. Ông lập các đội thanh tra có mặc quân phục màu xám để truy tìm các quan chức tham nhũng. Có những câu chuyện đó nhân dân truyền miệng rằng, đạo quân bí mật này đã bắt quả tang các giáo sĩ Nhà thờ tham nhũng và bắt xử treo cổ toàn bộ chúng; được ghi lại trong quyển sách của Arvid August Afzelius vào giữa thế kỷ 19,
- Quân sự: tại cuộc họp Nghị viện năm 1682, nhà vua quyết định cải tổ quân đội Thụy Điển. Theo đó, vua chia vương quốc thành nhiều vùng và mỗi vùng sẽ có 1.200 quân canh giữ; cung cấp nhà ở cho mỗi người lính tại nơi đóng quân. Quân đội được huấn luyện kỹ càng và được luyện phương pháp tiến công hơn là phòng thủ. Mọi hoạt động cướp bóc hay tàn phá thô bạo (savaging) đều bị cấm. Các nơi ở của binh lính trong vùng họ đóng quân được nối với nhau bằng hệ thống đường giao thông. Karl XI đã cho hiện đại hóa các vũ khí quân đội, đổi mới chương trình huấn luyện quân sự và cử sĩ quan giỏi ra nước ngoài học tập[32]. Về hải quân, ông đã cho lập căn cứ hải quân Karlskrona vào năm 1680 mà về sau sẽ trở thành căn cứ chính của các hoạt động trong tương lai. Ngày nay nó là một Di sản Thế giới của UNESCO[33].
- Ngôn ngữ: Ở các vùng đất bị chiếm đóng và toàn thể thần dân của vương quốc, Karl XI chủ trương sử dụng tiếng Thụy Điển thống nhất trong giáo dục và giao tiếp xã hội. Các bài giảng dạy đều dùng tiếng Thụy Điển và các giáo viên giảng dạy là phải từ Thụy Điển sang. Việc đó vấp phải chống đối của người dân vùng phương Bắc vốn không chấp nhận thứ ngôn ngữ "nô dịch" này. Họ thành lập đội du kích Snapphane  ở miền bắc Scania và phá hoại tài chính; điều đó làm vua tức giận và cấm dân phương Bắc không được gia nhập vào quân đội nhà vua. Ở các thuộc địa, quân đội Thụy Điển áp bức tàn bạo và "nô dịch" về ngôn ngữ và giáo dục. Điều này khiến việc "đồng hóa" về ngôn ngữ ở các thuộc địa Pomerania, Bremen-Verden và các lãnh Baltic (Estonia và Livonia) gặp khó khăn và nhà vua bị Nghị viện kịch liệt phản đối.
- Giáo hội: Tháng 2/1686, nhà vua đề ra một đạo luật trong đó, nhà vua sẽ cai trị đất nước và cả Giáo hội Luther Thụy Điển. Ông cũng bắt các tín đồ phải tham dự các bài giảng vào ngày Chủ nhật. Ba năm sau đó, ông cho xuất bản cuốn giáo lý Tin lành do Tổng giám mục Olov Svebilius và sau đó giám mục Haqvin Spegel viết, để phổ biến cho các tín đồ. Ngoài ra, nhà vua Karl khuyến khích xuất bản một quyển thánh ca (Psalmbok) để phân phối cho các nhà thờ (hoàn thành năm 1693); cho in một bản Kinh Thánh mới vào năm 1703 và được đặt tên sau khi người kế nhiệm ông: Charles XII Kinh Thánh[34] .

Ông qua đời năm 1697 và con trai lên kế vị. Các tài liệu có uy tín khẳng định, "ông là một vị vua quyết đoán, thông qua một loạt cải cách về kinh tế, cùng những thành tựu đưa tài chính Thụy Điển trở nên ổn định và Quân đội Thụy Điển trở nên hùng cường" (Rystads, 2003). Cùng năm đó, cuốn sách Acta Conventus Neo-Latini Cantabrigiensis ghi nhận ông là một trong những vị Quân vương kiệt xuất nhất của Vương quốc Thụy Điển. Ông, cũng như vua con Karl XI, là một trong những vị vua có bản lĩnh anh hùng nhất của Vương quốc Thụy Điển.
Là vị vua xuất chúng và rất có tài quân sự sau tổ phụ là Gustav II Adolf, Karl XII sau khi lên ngôi đã thực hiện những hoạt động đúng như lời tiên đoán của cha minh là Karl XI: "Thằng bé này sẽ hơn Trẫm, thậm chí còn vượt xa cả vua Gustav II Adolf Đại đế cơ đấy!". Do các rắc rối của Hội đồng Phụ chính trong việc tôn phong làm vua, phần nữa là các Phụ chính muốn chiều lòng tân vương nên Hội đồng chưa đưa ra được quyết định gì. Thấy vậy, Karl XII bãi bỏ các nghi lễ tôn vương theo truyền thống và ông đã tự mình đặt vương miện lên đầu mình. Điều đó chứng tỏ, ông là vị vua nắm quyền và tự quyết định mọi việc, không tham khảo ý kiến của quần thần. Về tố chất, ông rất ham chiến đấu như một hiệp sĩ chân chính, quân đội của ông được huấn luyện kỹ càng với kỷ luật thép theo kiểu Thụy Điển, dựa trên tinh thần cống hiến hết mình và niềm tin vào chiến thắng, và dựa trên hệ thống liên lạc xuất sắc. Dựa vào đặc điểm binh lính quen khí hậu lạnh, Karl XII thường tổ chức các chiến dịch chủ yếu vào mùa động lạnh giá. Hơn nữa, dưới thời Karl XII, bộ binh Thụy Điển được xem là lực lượng hùng mạnh nhất trên toàn cõi châu Âu, và tài thống lĩnh của Quốc vương đã truyền cảm đến họ.
Thán phục vị Hoàng đế lừng danh Julius Caesar (trước đó là Alexandros III Đại đế), ông đề ra một chiến lược quân sự rõ ràng. Ông nói: "Trẫm dự định xử lý một kẻ thù trước rồi sẽ nói chuyện với kẻ kia", nghĩa là: sau khi đã chiến thắng và triệt hạ tận gốc kẻ thù này, ông mới quay sang kẻ thù khác. Cú đầu tiên của ông giáng trên kẻ thù gần nhất: Vương quốc Đan Mạch. Phớt lờ quân Sachsen đang tiến vào Livonia, Thụy Điển bất ngờ mở cuộc tấn công thần tốc vào Đan Mạch: vào tháng 7 năm 1700, 10.000 quân tinh nhuệ của vị vua 18 tuổi đã vây hãm và cướp phá kinh thành Copenhagen, bất chấp vua Đan Mạch được Hải quân Anh và Hải quân Hà Lan hỗ trợ. Thất bại thảm hại, vua Đan Mạch Frederick IV nhanh chóng nhận điều kiện đầu hàng. Vào ngày 18 tháng 8 năm 1700, hai bên ký Hòa ước Travendal, theo đó Đan Mạch trả lại cho Thụy Điển xứ Holstein-Gottorp vừa chiếm và cam kết từ bỏ cuộc chiến chống Thụy Điển. Đan Mạch bồi thường cho Thụy Điển 260.000 Reichstalers.
Bấy giờ, nhà vua bắt đầu quay sang kẻ thù thứ hai là Auguste II của Ba Lan. Nhưng sự thực, ông không tấn công nước này mà dồn sức vào đánh Nga - một vương quốc mới nổi lên ở phương Bắc lúc đó. Ngày 1/10/1700, không tuyên chiến và không để thời gian cho quân Nga kịp chuẩn bị phòng thủ ở pháo đài Narva, quân Thụy Điển với 10.000 người dưới sự chỉ huy của Karl XII bắt đầu tiến công pháo đài - mở đầu trận Narva. Quá bất ngờ và không kịp chuẩn bị lực lượng, thiếu kinh nghiệm tác chiến, đội quân 40.000 người của Nga - đông gấp 4 lần so với Thụy Điển - thất bại thảm hại. Nhìn thấy toàn quân Thụy Điển hùng hổ xông đến, các đội kỵ binh và quân Kozac quay đầu tẩu thoát. Hàng ngàn người ngựa bị mất tích trong những dòng thác nhỏ. Chiến thắng lừng lẫy tại Narva, cũng như một trận thắng quân Nga khác tại Grodno (1706) sau này, đều là thành quả của việc vua Karl XII đã sử dụng một lực lượng Kỵ binh tinh nhuệ. Kết quả, quân Thụy Điển đại thắng và bị mất 31 sĩ quan và 646 binh sĩ, 1.205 bị thương. Một viên đạn đã bắn trúng chiến bào của vị vua trẻ tuổi Karl XII. Bên Nga, ít nhất 8.000 tử trận hoặc bị thương, và người bị thương không có mấy hy vọng đi về đến quê nhà qua quãng đường dài đã đóng băng. Mười tướng lĩnh của Nga, 10 đại tá và 34 sĩ quan cấp thấp hơn bị bắt. Chiến thắng này của Thụy Điển là gây ấn tượng mạnh toàn Tây Âu: chỉ trong vòng vài tháng mà vua Karl XII đã đánh tan ba kình địch. Chi tiết về chiến thắng này và lời ca tụng vị Quốc vương trẻ vang lên đều đều.Pyotr Đại đế giờ đây đã nhận thấy nhà vua Thụy Điển là một thiên tài quân sự và có sở trường của một nhà chinh phạt. Trong các văn kiện ở châu Âu, ông được mệnh danh là "Hùng sư của Thụy Điển". Giữa cuộc chiến tranh Kế vị Tây Ban Nha, tuy cả vua Pháp Louis XIV và vua Anh William III đều muốn hội kiến với vị vua trẻ tuổi của Thụy Điển, ông chẳng mấy hứng thú với vấn đề ai sẽ làm vua Tây Ban Nha? Tuy nhiên, chiến thắng này cũng là mầm mống gây tai họa cho Thụy Điển về sau này, khi nó làm "khích" tinh thần tự mãn và tự cao của nhà vua. Một chiến thắng dễ dàng như thế khiến cho ông nghĩ mình là vô địch.
Theo sau chiến thắng đó, nhà vua mơ ước đến trận tấn công vào nước Nga, nhưng binh sĩ của ông gặp khó khăn: bị Nga triệt nguồn lương thực ở Livonia; bệnh sốt và kiết lỵ lây lan, hàng trăm binh sĩ ngã ra chết. Đến mùa xuân, không đầy phân nửa binh lính là còn đủ sức chiến đấu. Vua Karl XII đành phải cho quân vào trú đông. Tháng 6/1701, quân Thụy Điển bất ngờ tiến công Nga và Sachsen ở sông Dvina; kết quả là quân địch phải lui binh. Năm 1701 - 1702, quân Thụy Điển liên tục thắng quân Ba Lan: vào ngày 9 tháng 7 năm 1702, trong trận chiến Klissow, vua Karl XII đập tan tác một liên quân Ba Lan - Sachsen đông đảo hơn hẳn, và tiến đánh Cracow. Tuy nhiên, quân Nga cũng dễ thở hơn khi liên tiếp đánh bại Thụy Điển ở dọc biển Baltic: tàn phá vùng sản xuất nông nghiệp của Livonia, chiếm pháo đài Nöteborg rồi đổi tên thành Schlüsselburg (năm 1702), tiêu diệt hạm đội Thụy Điển trên Hồ Ladoga và Hồ Peipus (1702-1704), kiểm soát toàn chiều dài sông Neva, nhờ đó xây lên thành phố Sankt-Peterburg cùng cảng biển ở cửa sông, chiếm các thị trấn Dorpat và Narva (năm 1704). Riêng về nhà vua Thụy Điển thì sau chiến thắng ở Ba Lan thì liên tiếp tấn công nước này, bất chấp lời yêu cầu khẩn thiết của thần dân "bãi bỏ chiến dịch ở Ba Lan và đi giải cứu các tỉnh ven bờ Biển Baltic", Karl XII gây sức ép với Nghị viện Ba Lan và kết quả là Nghị viện đã truất phế được vua  Augustus II vào tháng 2/1704, đưa Stanisław Leszczyński lên ngôi. Vua Ba Lan bị truất phế đã nhờ Nga can thiệp. Pyotr Đại Đế cũng tìm cách gửi quân đến giúp vua Ba Lan Augustus II, và Quân đội Thụy Điển đánh tan quân Nga trong trận chiến Gemauerhof vào năm 1705. Vào năm 1706, vua Karl XII xua quân đi đánh dẹp đám tàn dư của vua Ausgustus II: ông bất ngờ tiến đến miền Đông Ba Lan, và đánh tan quân Nga trong trận chiến Grodno, cắt đường liên lạc của đạo quân Nga tại Grodno. Sau đó, liên quân Nga - Ba Lan - Thụy Điển tính kế trả thù ông, nhưng vỡ mộng khi thất bại thảm hại trong trận chiến Fraustadt vào ngày 3 tháng 2 năm 1706, trước một toán quân Thụy Điển ít ỏi hơn hẳn. Sau chiến thắng lẫy lừng tại Fraustadt, vua Karl XII ký kết Hòa ước Altranstadt, hoàn toàn truất ngôi vua August II (1706). 25.000 - 30.000 quân Thụy Điển lúc này đã mỏi mệt, và nhà vua cho trú đông tại xứ Sachsen.
Đối với chuẩn bị chiến tranh với Nga, các vương quốc mạnh như Hà Lan, Phổ, Đan Mạch, Pháp, Anh và Nga đều cử người đến yết kiến ông, vì muốn ông về phe họ. Với chiến thắng lừng lẫy của ông, điều chắc chắn rằng, ông mà tham gia phe nào thì phe đó sẽ nhanh chóng giành chiến thắng. Đầu năm 1707, Công tước Marlborough của Liên quân là John Churchill đến khuyên ông không nên thân Pháp, Hoàng đế La Mã Thần Thánh là Joseph I ký Hiệp định Altranstädt lần thứ hai, theo đó: ông không tham gia liên quân thân Pháp trong cuộc chiến tranh tàn khốc ở Tây Âu, và cả Sa hoàng Nga muốn hòa đàm với ông... nhưng ông cự tuyệt việc hòa đàm và tiếp tục kế hoạch.
Tháng 8/1707, quân Thụy Điển với 62.000 quân đã và đang đất vào đất Nga. Nga đã chuẩn bị sẵn sàng với tổng cộng 110.000 quân, trong đó lực lượng của Sa hoàng 57.500 quân. Ngoài ra, Apraxin chỉ huy 24.500 quân trấn giữ kinh đô Sankt-Peterburg, và tướng Bauer nắm 16.000 quân đóng ở Dorpat để ngăn chặn Lewenhaupt ở Riga. Với sự chuẩn bị kỹ càng, quân Thụy Điển liên tiếp đánh thắng quân Nga ở các trận Golovchin (3 tháng 7 năm 1708). Ở trận Molyatychy (9/7/1708), quân Thụy Điển cũng đại thắng Nga, nhưng do bị Nga triệt nguồn lương thực nên Karl XII phải lui quân. Trên đường rút, Thụy Điển bất ngờ rơi vào ổ phục kích và bị quân Nga đánh tan tác ở ngôi làng Lesnaya (nay thuộc Belarus). Phe Thụy Điển bại trận bị mất 6.307 quân, trong số đó có trên 3.000 bị bắt làm tù binh. Tất cả quân nhu, thực phẩm, thuốc men, đạn dược mà vua Karl XII đang bị thiếu thốn đều bị mất. Phía Nga có 1.111 tử trận và 2.856 bị thương. Dù bại trận, quân Thụy Điển vẫn bị Nga bám theo rất sát. Để ngăn chặn Thụy Điển đánh về đông đến Kharkiv hoặc về tây đến Kiev, Pyotr đặt quân bố phòng trong các thị trấn và làng mạc về phía đông, nam và tây của các doanh trại Thụy Điển. Một trong những thị trấn này có tên là Poltava.
Biết rõ quân Thụy Điển đang vượt sông, quân Nga gấp rút xây dựng Poltava và các nơi khác chung quanh quân Thụy Điển để cô lập họ. Một lần, vua Karl XII đi thị sát thi bị đạn của quân Nga bắn trúng làm ông bị trọng thương một thời gian. Toàn quân sĩ Thụy Điển mệt mỏi do khí hậu khắc nghiệt và căn bệnh hoại tử mùa đông. Biết ông bị trọng thương và quân Thụy Điển bị kìm chân ở Poltava, Sa hoàng Nga Pyotr I quyết định vượt sông đến Poltava. Tại trận địa, Sa hoàng bí mật cho quân dựng các lán trại trong rừng và 10 ổ đề kháng để tiến công và chia cắt quân Thụy Điển. Để chặn đường rút lui của Thụy Điển, Sa hoàng điều quân Cozac đến xây dựng công sự Semenoska để chặn quân địch. Được tin Pyotr tiến quân, Karl quyết định tiến công. Do không trinh sát, quân Thụy Điển vấp phải các ổ đề kháng của Nga (mà sau này, cả Napoleon cũng không rút ra bài học này và ông đã thất bại). sau 2 giờ kịch chiến, Karl XII chiếm được 2 ổ đề kháng, nhưng các ổ kháng khác hoạt động hiệu quả đã chia cắt được đội hình quân Thụy Điển, làm đạo quân này mắc kẹt trong rừng. Trước tình hình đó, Sa hoàng lệnh cho 5 Trung đoàn Kỵ binh nặng và 5 tiểu đoàn bộ binh đánh trực diện, cho tướng Bô-va chặn không cho Thụy Điển đánh các ổ đề kháng. Do lực lượng có ưu thế, Thụy Điển đánh bại và Nga rút lui nhanh về căn cứ. Trong khi đó, khối quân của Rốt-xa và Slippenvasa cũng bị Nga đánh bại. Quân Thụy Điển tổn thất lớn, tinh thần suy sụp nên Karl XII ra lệnh rút quân.
Phát hiện thời cơ tiêu diệt quân địch đã tới, Sa hoàng Nga Pyotr I bố trí lại quân đội với 58 tiểu đoàn bộ binh ở tuyến giữa và 11 trung đoàn kỵ binh ở tuyến phải và 6 trung đoàn ở bên trái. Karl XII cũng bố tri quân đội kỹ càng (như bên Nga). Đến 9 giờ, hai bên nổ súng tấn công quyết liệt. Lúc đầu, quân Thụy Điển thắng một tiểu đoàn và phá được 1 phòng tuyến của Nga. Sa hoàng đưa tuyến hai lên tấn công diệt phần lớn quân địch; cùng lúc đó kỵ binh Nga đánh lui được kỵ binh địch và vu hồi vào hai bên sườn. Sau 2 giờ kịch chiến, quân Thụy Điển không thể đột kích nổi quân Nga và bắt đầu rút chạy về phía rừng Boudicensky và tản qua phía đông Dniepr. Quân Nga tức tốc truy kích địch. Đến ngày 11/7, Nga đuổi kịp được Thụy Điển và phối hợp với quân Cozac đánh cho Thụy Điển đại bại. Quốc vương Karl XII cùng tàn quân chạy thoát qua Thổ Nhĩ Kỳ. Kết quả, Thụy Điển bị tử vong tới 11.500 người, bị bắt làm tù binh 18.700 trong đó có 1.160 sĩ quan chỉ huy; quân Nga cũng thương vong tới 4.600, trong đó có 1.345 chết.
Sau thất bại ở Nga, Karl XII cùng tàn quân rút chạy sang Thổ Nhĩ Kỳ và được Sultan Ahmed III trọng vọng: sultan cung cấp cho ông 16.000 đồng đu-cát; các nhiều giám đốc ngân hàng, thương nhân, v.v... của Thổ Nhĩ Kỳ cũng trợ cấp cho ông. Với lượng trợ cấp to lớn này, ông nhanh chóng tái lập Quân đội Thụy Điển ở Bender, bao gồm 10.000 quân Thụy Điển, Cossack vùng Zaporozhe và cả Ba Lan. Trong lúc đó, ông nhận được tin Quân đội Thụy Điển do tướng Magnus Stenbock chỉ huy đánh tan tác quân Na Uy - Đan Mạch. Do đó, ông tiếp tục theo đuổi chiến tranh. Quân đội Thụy Điển đánh bại quân Đan Mạch trong trận Gadebush nhưng sau đó thất bại (1713). Cũng vào năm 1713, vua Karl XII xuống chiếu thiết lập văn phòng "Thanh tra Tối ca" ở Đế quốc Thụy Điển, viên Thanh tra Tối cao này sẽ giúp vua trông coi Pháp luật đất nước trong những năm tháng chinh chiến của ông. Trong khi đó ở Thổ Nhĩ Kỳ, sultan Thổ mệt mỏi với vị khách Vương thất của mình; đã ra lệnh trục xuất ông về nước. Về nước và lưu lại ở Stralsund, ông lệnh cho Hội đồng Nhiếp chính gửi 14.000 quân qua đánh vương quốc Phổ của vua Friedrich Wilhelm I. Nhưng vì bị hải quân Đan Mạch chặn tiếp tế bằng đường biển, cuộc tiến quân qua Phổ không thực hiện được. Ba năm sau (1716), ông lại dẫn quân tiến đánh Đan Mạch; nhưng do không chuẩn bị kỹ lự lượng và hậu cần không đủ, Thụy Điển bị Đan Mạch đánh tan.
Năm 1718, không hề dự định hòa hoãn với Nga, Karl XII chuẩn bị kỹ một lực lượng 60.000 người nhằm quyết tâm đánh nước này. Nhưng trước khi đánh Nga, nhà vua sẽ đánh Na-uy (thuộc Đan Mạch) để chiếm những pháo đài và đất đai màu mỡ nhất của xứ này. Thời cơ đến cho ông khi những người Jacobite nổi loạn chống vua George I của Anh, nhà vua thân chinh dẫn 43.000 quân Thụy Điển tiến công mục tiêu đầu tiên là Na Uy. Đến tháng 11, đại quân tiến đến pháo đài vững chắc Frederiksten và bao vậy pháo đài này. Bỗng nhiên, tiếng súng nổ ra, đức vua gục xuống, chết ngay tại chỗ do viên đạn xuyên thẳng vào đầu (ngày 30/11/1718) - cho đến nay, cái chết của ông vẫn là điều bí ẩn vì người ta chưa giải mã, cũng như chưa tìm được thủ phạm. Sau khi ông qua đời, các tướng lĩnh Thụy Điển quyết định hủy bỏ lệnh tiến công và đưa thi hài ông về nước an táng. Chi của ông, Ulrika Eleonora đã lên nắm quyền Thụy Điển.

### Từ thế kỷ thứ 18 đến nay
Sau khi lên ngôi ít lâu, Nữ vương Ulrika Eleonora nghe theo ý nguyện của quần thần (đại diện là bá tước Arvid Horn) và nhân dân đã quyết định bãi bỏ chế độ quân chủ chuyên chế do vua anh để lại, chấp nhận Hiến pháp mới là hạn chế vương quyền, chia sẻ quyền hạn cho Quốc vương, thượng nghị viện và Quốc hội. Vương quốc Thụy Điển lâm vào khủng hoảng kinh tế trầm trọng. Thời kỳ bà cai trị, nước Nga tăng cường các cuộc tấn công vào Thụy Điển. Mùa hè năm 1719, quân Nga đánh phá vùng bờ biển phía đông của Thụy Điển, đốt phá và cướp bóc xưởng sắt, tịch thu 300 khẩu pháo và nhiều tàu buôn Thụy Điển về Nga. Mùa xuân năm 1720, đội thuyền ga-lê của Apraksin đã đi vòng và một lần nữa tiến đánh bờ biển Thụy Điển, thỏa sức đốt phá thị trấn và làng mạc Thụy Điển mà không gặp sức kháng cự nào. Trong khi đó, liên minh của Thụy Điển với nước Anh rất lỏng lẻo; với lý do Anh đang trong khủng hoảng kinh tế; Sir Robert Walpole gây bất hòa với vua Anh khi ông ta chủ trương phát triển kinh tế thương mại. Lợi dụng Karl XII mất, vua Phổ đem quân đánh chiếm vùng Pomerania và công quốc Hannover của George chiếm Bremen và Verden. Thất vọng vì không được Anh hỗ trợ, nhân dân bất mãn chiến tranh ngày càng tăng; vua Frederik I (vừa lên ngôi ngày 24/3/1720 ngay sau khi vợ mình là vua tiền nhiệm thoái vị) đã phải ký Hòa ước Nystad ngày 10/9/1721 với Sa hoàng Nga. Theo hòa ước, Nga chiếm được Livonia, Ingria và Estonia và Karelia kéo dài đến Vyborg. Phần còn lại của Phần Lan được trả lại cho Thụy Điển. Nga đồng ý trả một khoản chiến phí là 2 triệu thaler để bồi thường cho Livonia, và Thụy Điển được mua nông sản ở Livonia mà không phải trả thuế. Mọi tù binh của hai bên đều được trả tự do. Sa hoàng cam kết không can dự vào nội bộ của Thụy Điển, do đó công nhận Frederik I là vua của Thụy Điển.
Dưới thời Frederik, quốc vương không còn nắm quyền lực và chính quyền Thụy Điển thực tế rơi vào tay các đẳng cấp (estates). Các đẳng cấp nhóm họp thường xuyên trong Nghị viện (Riksdag), và cơ quan này chỉ định ra Hội đồng của Vương quốc (tức Hội đồng Cơ mật) – hành xử như một cơ quan hành pháp. Tại Hội đồng, nhà vua được dành cho hai phiếu nhưng không có quyền quyết định. Tại Nghị viện, các quyết định được thực hiện trong một "Uỷ ban Mật" (Secret Committee) mà nông dân (đẳng cấp thứ tư) không được quyền tham gia. Cũng vào thời gian này, nền chính trị Thụy Điển đã xuất hiện hệ thống lưỡng đảng được phát triển với hai đảng được biết dưới những biệt danh "Mũ mềm" ("Caps") và "Mũ cứng" (Hats). Cả hai đảng đều theo chủ nghĩa trọng thương (mercantilism) và liên tục thao túng chính trường Thụy Điển: đảng "Mũ Mềm" của A. Horn quản lý chính quyền Thụy Điển cho đến 1738; chủ trương trọng thương và thân Anh, tránh gây hấn với Nga. Từ 1738 đến 1765, quyền lực lọt vào tay đảng "Mũ cứng", đảng này liên kết với Pháp để chống lại nước Nga. Chiến tranh với Nga (1741-1743) và với Phổ (1757-62) không đem lại thành công. Không giải quyết được khủng hoảng kinh tế, đảng Mũ cứng bị thất bại trong cuộc họp Nghị viện năm 1765, chỉ chiếm được 10 ghế trên 100 ghế của Uỷ ban Mật (Secret Committee), số ghế còn lại đều lọt vào tay đảng Mũ mềm. Đảng Mũ mềm tiến hành rà soát lại ngân sách, giảm bớt chi tiêu, làm giảm được công nợ của quốc gia và tăng cường được kho bạc của nhà nước. Ngoài ra họ cũng thực hiện được một số cải cách, trong đó có việc ban hành đạo luật đầu tiên về tự do báo chí vào năm 1766. Về đối ngoại, đảng Mũ mềm tăng cường quan hệ với Nga để tạo ra một đối trọng với Pháp.
Lúc chính trường Thụy Điển bị khuynh đảo nghiêm trọng bởi các đảng và Nghị viện, quốc vương không còn quan tâm đến cai trị quốc gia và lao vào các thú vui riêng. Năm 1743, Nghị viện chọn Adolf Frederick thuộc họ Holstein-Gottorp (Phổ) làm người thừa kế ngôi vua. Dòng họ Holstein-Gottorp cũng khai sinh ra Pyotr III, về sau được đưa làm Sa hoàng Nga. Đảng Mũ cứng (Hats) – lúc này đang khống chế chính trường Thuỵ Điển, hy vọng việc lựa chọn Adolf Frederik sẽ giúp cải thiện các điều kiện để ký hoà ước với nữ hoàng Elizabeth của nước Nga nhằm chấm dứt cuộc chiến giữa hai nước. Thời của Frederik là thời kỳ "Tự do", dù bị xáo trộn thường xuyên, giai đoạn này được đánh dấu bằng những tiến bộ về xã hội và văn hoá. Nhiều danh nhân trong khoa học cũng xuất hiện trong thời kỳ này như Anders Celsius (nhà thiên văn học, tác giả của hệ thống đo nhiệt độ bách phân), Carl Linnaeus (Carolus Linnaeus, còn được gọi là Carl von Linné, nhà thực vật học, tác giả của hệ thống phân loại thực vật và động vật mang tên ông) hay Emmanuel Swedenborg (nhà khoa học, triết học, đồng thời cũng là nhà thần học Ki-tô-giáo). Năm 1723, ông ban thưởng cho nhà phát minh Sven Åderman ở Halltorps trên đảo Öland, vì ông có công cải tiến tốc độ bắn của súng hỏa mai. Nhà vua cụng cho xây dựng lại thủ đô Stockholm thành một kinh đô tráng lệ và củng cố quốc phòng cho quốc gia.
Năm 1751, sau khi Frederick I qua đời, Adolf Frederick lên ngôi, khởi đầu triều đại của dòng họ Holstein-Gortorp, kéo dài 67 năm với bốn đời vua. Trong phần lớn thời gian trị vì của ông (1751-1771), quyền lực nằm trong tay của Nghị viện. Ông đã hai lần toan tính thoát ra khỏi sự kiểm soát của Nghị viện nhưng không thành công. Trong lần "đảo chính" thứ hai, (1768-1771), với sự hỗ trợ của thái tử Gustav, ông đã lật đổ được đảng Mũ mềm (chủ trương thân-Nga và thân-Phổ) trong Nghị viện, nhưng đảng Mũ cứng sau khi chiến thắng đã bội ước, không chịu tăng cường quyền lực của nhà vua như đã hứa. Về sau, do khủng hoảng kinh tế trong nước đã khiến quyền lực các đảng bị suy yếu, tạo điều kiện cho việc thay đổi cán cân quyền lực, và lần này ưu thế lại nghiêng về phía vương quyền.
Thái tử Gustav lên ngôi vào năm 1771 với vương hiệu là Gustav III. Lúc đầu, ông tìm cách làm trung gian để hoá giải các xung đột giữa các phe phái trong Nghị viện nhưng không thành công. Dưới sự cai trị của Đảng Mũ mềm (Cats) với âm mưu biến tân vương thành một ông vua bù nhìn, Nữ hoàng Ekatherina II liên tục tìm cách đưa quân đe dọa miền Bắc Thụy Điển. Tháng 8 năm 1772, được sự giúp đỡ của một quý tộc cấp tiến là Jacob Magnus Sprengtporten (người Phần Lan) vốn thù địch với đảng Mũ Mềm, Gustav thành công trong việc thực hiện một cuộc đảo chính "không đổ máu". Nghị viện họp vào ngày 21.8.1772 đã thông qua hiến pháp mới nằm thay thế cho hiến pháp năm 1720, qua đó tăng cường quyền hành cho nhà vua và giảm bớt quyền lực của Nghị viện.  Trong những năm sau đó, Gustav III thực hiện nhiều cải cách theo chiều hướng tiến bộ:
- Chính trị: Gustav tìm mọi cách tập trung quyền lực vào tay mình. Trong lần triệu tập Nghị viện tháng 9/1778, vua buộc cơ quan này trao quyền thu thuế và quyền sử dụng số tiền thu được cho các mục đích của mình
- Tư pháp và hành chính: bãi bỏ biện pháp tra tấn trong khi điều tra, hạn chế án tử hình. Vua ra luật về tự do báo chí, quy định các quyền về tự do báo chí do Anders Chydenius, thay mặt vua đặt ra từ năm 1776[66].
- Kinh tế: khuyến khích việc tự do thương mại, lập các cơ quan tư vấn cho các doanh nghiệp được hoạt động trong nước và độc quyền mua bán rượu
- Tài chính: bài trừ tận gốc nạn tham nhũng; đề ra "Pháp lệnh tiền tệ" (1776) cho phép lưu hành đồng tiền mới là đồng riksdaler (thay thế đồng Daler có từ năm 1681, đồng này bị phá giá khi tỷ giá của nó chỉ bằng 2 đồng bạc), có giá tương đương 48 đồng skilling. Theo đo lường của chuyên gia tiền tệ, đồng tiền này nặng 4.2123g và bằng 1,05 USD hiện nay[67]. Đồng xu bạc thời đó có mệnh giá 1/24, 1/12, 1/6, ⅓, ⅔ và 1 riksdaler. Ngân hàng Nghị viện nắm quyền lưu hành đồng tiền này - đến năm 1789 thì Văn phòng nợ quốc gia của Thụy Điển thay thế cơ quan này để độc quyền phát hành tiền.
- Xã hội: thực hiện Luật về người nghèo[68], thống nhất trang phục dân tộc cho nhân dân - nhất là giới quý tộc thượng lưu.
- Tôn giáo: vua khoan dung tôn giáo đối với người Do Thái và người theo Công giáo La Mã
- Đối ngoại: thực hiện chính sách đối ngoại độc lập, hạn chế đến mức tối đa quyền can thiệp của Nghị viện vào hoạt động đối ngoại của nhà vua.

Thời Gustav III, nhà vua can dự nhiều vào cuộc chiến tranh với Nga và các quốc gia khác. Lúc đầu, ông cử người qua đàm phá Nga để xin sự ủng hộ của nước này với cuộc chiến giành Na-uy từ tay Đan Mạch. Khi Nữ hoàng Nga từ chối liên minh với Đan Mạch để lao vào tấn công Thổ Nhĩ Kỳ, Gustav công khai tuyên chiến với Nga mà không cần hỏi ý kiến của Nghị viện (6/1778). Cuộc chiến gặp khó khăn, một phần vì sự tham chiến của Đan Mạch để hỗ trợ cho Nga, phần khác do sự phản bội của một nhóm sĩ quan thuộc giới quý tộc Thuỵ Điển. Trong thời gian chiến tranh, nhóm này (có tên là Liên đoàn Anjala, Anjala League) đã gửi một lá thư cho Nữ hoàng Catherine II của Nga để đề nghị thương lượng. Lợi dụng sự phản bội này, nhà vua triệu tập tiếp Nghị viện vào năm 1789, qua đó kêu gọi sự ủng hộ của ba đẳng cấp bên dưới (tăng lữ, thị dân và nông dân) để chống lại đẳng cấp quý tộc. Với sự hỗ trợ của ba đẳng cấp này, Gustav cải cách Hiến pháp và đã loại bỏ được đặc quyền của quý tộc, tăng cường quyền lực cho vua. Việc làm thành công của ông giúp nhân dân phấn khởi, ông tiếp tục gây chiến với Đế quốc Nga. Sau chiến thắng vang dội của hải quân tại Svensksund (tháng 7 năm 1790), Gustav chấm dứt cuộc chiến bằng một hoà ước được ký kết vào tháng 8 năm đó. Hòa ước Värälä (8/1790) công bố kết thúc chiến tranh đối với hai nước và các quy định ở Hiệp ước năm 1721 bị hủy bỏ. Tiếp đó, Quy ước Stockholm (10/1791) cũng quy định, nước cam kết sẽ hỗ trợ Đồng minh trong trường hợp bị tấn công từ bên ngoài. Nga buộc phải bồi thường chiến phí cho Thụy Điển là 300.000 rúp (trả hằng năm)
Vào khoảng năm 1791, Gustav III dự định thành lập một liên minh của các nước quân chủ ở châu Âu nhằm chống lại cuộc cách mạng Pháp đang phát triển như vũ bão ở lục địa này. Nhưng giới quý tộc Thuỵ Điển vẫn tiếp tục chống đối quyết liệt với nhà vua, và một âm mưu của quý tộc đã được nhen nhóm rõ mà cầm đầu là  J. Anckarström, Adolph Ribbing, Claes Fredrik Horn, Carl Pontus Lilliehorn and Carl Fredrik Pechlin. Vào ngày 16.3.1792, nhà vua bị một nhà quý tộc là đại uý Jacob Johan Anckarström (cựu sĩ quan trong đội vệ binh Vương thất) bắn trọng thương khi ông đến dự một buổi dạ vũ hoá trang tại Nhà hát Nhạc kịch Vương thất. Hai tuần sau, nhà vua qua đời, để lại ngai vàng cho con trai là Gustav IV. Tên sát nhân bị bắt ngay sau đó, bị xử tử vào tháng 4/1792.
Là một người duyên dáng và có trí tưởng tượng phong phú, Gustav III nổi tiếng là một mạnh thường quân của giới nghệ sĩ đương thời. Ông là người thành lập Hàn lâm viện Thuỵ Điển vào năm 1786 và đã hỗ trợ mạnh mẽ cho giới sân khấu ở Thuỵ Điển. Vở nhạc kịch opera đầu tiên được trình diễn bằng tiếng Thuỵ Điển đã diễn ra vào năm 1773 và Nhà hát Nhạc kịch Vương thất được mở cửa vào năm 1782. Bản thân Gustav cũng là một nhà soạn kịch. Do những hoạt động về văn hoá cũng như những thành tựu về chính trị, triều đại của ông thường được gọi là Thời đại Khai sáng của Thuỵ Điển (Swedish Enlightment), hay Thời đại Khai sáng của Gustav (Gustavian Enlightenment). Đường lối cai trị của ông được gọi là đường lối độc tài sáng suốt (enlighted despotism).
Gustav IV lên ngôi vào năm 1792 sau khi vua cha bị ám sát. Lúc này ông mới 13 tuổi, nên quyền nhiếp chính thuộc về người chú là Charles, quận công của Södermanland. Bị ám ảnh bởi cách mạng tư sản Pháp, Gustav IV trì hoãn việc lên ngôi. Mãi đến tháng 3/ 1800, khi các cuộc khủng hoảng trong lĩnh vực tài chính và nông nghiệp đòi hỏi phải triệu tập Nghị viện, Gustav IV mới chịu đăng quang. Quan trọng nhất là quyết định tham gia vào một liên minh chống lại Napoleon vào năm 1805. Khi Nga liên minh với Pháp vào năm 1807, Gustav mặc nhiên nghĩ rằng Nga sẽ tấn công Phần Lan. Tình hình càng nghiêm trọng khi một bên là quân Nga mở cuộc tấn công vào Phần Lan (2/1808) và một bên là Đan Mạch đứng về phía nước Pháp, tuyên bố chiến tranh với Thuỵ Điển vào năm 1808. Vương quốc này bị đẩy vào thế cô lập, với những kẻ thù ở phía đông, phía nam và phía tây. Quân đội Thuỵ Điển không bảo vệ được đất nước, quân Nga tiến tới tận Umeå ở miền bắc Thuỵ Điển. Bị cô lập cực độ, trung tá Adlersparre lãnh đạo một số quan chức và sĩ quan có xu hướng tự do thuộc đạo quân ở phía tây đã thực hiện một cuộc đảo chính lật đổ nhà vua vào ngày 13.3.1809. Gustav IV bị bắt giữ, sau đó bị buộc phải thoái vị và phải nhường ngôi cho người chú là quận công Karl, cựu vương cùng gia đình Vương thất bị bắt sống lưu vong tại Thụy Sĩ.
Quận công Karl lên ngôi hiệu là Karl XIII, sau khi đã thừa nhận một hiến pháp mới với xu hướng tự do, được phê chuẩn bởi Nghị viện trong cùng ngày. Là một người kém tài năng và thiếu kiên quyết, ngay từ lúc nắm quyền nhiếp chính, Karl XIII đã để quyền hành lọt vào tay các cố vấn, do đó sau khi được bầu làm vua, ông thật sự chỉ đóng vai trò của một người thay thế tạm thời và không có cách nào can thiệp vào quá trình dân chủ hoá đã đặt ông lên ngai vàng. Vào tháng 9 năm 1809, hoà ước Hamina đã được ký kết: Thuỵ Điển đầu hàng, nhường Phần Lan và đảo Åland (ở đông-bắc Stockholm) cho nước Nga.
Luật Công cụ điều hành Chính quyền (Instrument of Government) năm 1809 chịu ảnh hưởng sâu sắc của nguyên tắc chia tách các quyền lực (separation of powers), mà tư tưởng chủ đạo là việc phân lập giữa các quyền lực lập pháp, tư pháp và hành pháp. Sự phân chia quyền lực giữa Nghị viện và Nhà Vua được quy định rõ, đồng thời toà án và các cơ quan công quyền (public authorities) được ban bố quy chế độc lập. Luật Nghị viện (Riksdag Act) đầu tiên – quy định các thủ tục hoạt động của Nghị viện, cũng được ban hành vào năm 1810. Cùng với Luật Thừa kế Ngôi vua (ban hành năm 1810), các đạo luật nói trên được coi là luật cơ bản (grundlagar, fundamental laws), hợp thành Hiến pháp của Thuỵ Điển (thường được gọi là Hiến pháp 1809) được áp dụng mãi cho đến năm 1974, mặc dù được tu chỉnh nhiều lần theo thời gian.
Thuỵ Điển là nước đầu tiên trên thế giới thành lập Cơ quan Thanh tra của Quốc hội (Justitieombudsmannen, viết tắt là JO). Từ chỗ là một cơ quan giúp Nghị viện kiểm tra, giám sát các hoạt động của bộ máy hành pháp, JO đã nhanh chóng trở thành nơi mà các công dân có quyền gửi đơn khiếu nại về các hành vi sai trái của bộ máy hành chính hay các viên chức nhà nước. Kinh nghiệm này về sau được nhiều nước áp dụng  và danh từ "ombudsman" trong tiếng Thuỵ Điển trở thành một danh từ chung có mặt trong từ điển của nhiều thứ tiếng trên thế giới.
Không có con nối dõi và lại mắc bệnh đau tim, vua Karl XIII sau khi tham vấn các nhà quý tộc Thụy Điển, ông đã chọn Hoàng thân trẻ tuổi Chístian d’ Augustenborg làm người kế vị. Tuy nhiên vị vua tương lai đột ngột tai nạn do ngã ngựa. Luôn ước mơ giành Phần Lan từ tay Nga, một số nhà quý tộc Thụy Điển thân Pháp bèn tìm cách lôi kéo một nhân vật lỗi lạc và thân cận của Hoàng đế Napoleon I, Thống chế Jean Baptiste Bernadotte (1763 – 1844) làm "tay trong". Lợi dụng thời cơ và việc giới quý tộc Thụy Điển quá tôn vinh ông, thống chế Bernadotte thuyết phục được Vua Napoléon I – đồng thời là một người bạn – chấp thuận cho ông sang Thụy Điển để gắn kết giao hảo Thụy Điển - Pháp. Cục diện chính trị Pháp – Thụy Điển có diễn biến bất ngờ khi vào ngày 21 – 08 – 1810, nghị viện Thụy Điển đã bầu Bernadotte làm người kế vị ngai vàng của Vua Karl XIII. Tháng 12 cùng năm này, Vua Karl XIII nhận Bernadotte làm con nuôi. Cuối đời, nhà vua mắc chứng câm, mất trí nhớ và không còn khả năng giao tiếp; Bernadotte thay ông làm Nhiếp chính Thụy Điển (1812 - 1818). Trong thời gian làm Nhiếp chính, ông không chấp nhận tham vọng bá quyền của Hoàng đế Pháp. Ông đã khôn khéo từ bỏ việc đòi lại Phần Lan từ Nga hoàng và thay vào đó là một giao kết. Ông đã bí mật lập ra liên minh miền Bắc gồm Nga, Thụy Điển và Phổ. Được suy tôn thống lĩnh quân đội liên minh, ông lần lượt đánh bại quân Pháp hùng hậu ở những vị trí chiến lược và trong trận đại thắng ở Leipzig (1813), liên minh đã đưa ra lời cáo chung cho mộng bá quyền của Hoàng đế Pháp Napoleon I. Khi Napoleon rút chạy, ông tuyên bố Thụy Điển trung lập.
Sau khi Karl XIII mất vào năm 1818, Karl John lên ngôi vua với vương hiệu Karl XIV và cai trị từ năm 1818 - 1844. Trong thời gian ở ngôi, ông tăng cường kiến thiết quốc gia. Một mặt, ông và Vương thất sống giản dị trong những ngôi nhà bình thường trên một hòn đảo. Ông thường xuyên gặp gỡ và sẵn sang đón tiếp họ ở hoàng cung. Biết nơi nào xảy ra tai nạn hay tai họa, ông tức tốc đến hiện trường để giúp xử lý sự cố và an ủi động viên người bất hạnh. Về kinh tế, ông làm àm minh bạch và trong sạch ngân hàng nhà nước, đồng thời kiên quyết thanh toán sao cho nhanh nhất những món nợ khổng lồ do chiến tranh để lại. Ông bắt tay sửa chữa và nâng cấp đường thủy và đường bộ, kết nối thành hệ thống liên thông. Vua Karl XIV nhất quyết không cho lập các khu công nghiệp lớn và vì vậy Thụy Điển tránh được những hệ lụy đáng sợ mà nhiều nước châu Âu hiện đang gặp phải, như thiếu nguyên vật liệu, hàng hóa tồn đọng quá nhiều hay công nhân đình công hàng loạt.
Trong chính trị, ông tỏ ra bảo thủ. Quyền lực của vua, mà hiến pháp giao cho ông, được khai thác hết giới hạn; và các bộ trưởng được tuyển chọn trong số tay chân của ông, bất chấp ý kiến của nghị viện. Việc này vấp phải sức kháng cự của lực lượng cấp tiến mà đại diện là là phái tự do (liberals). Năm 1820 - 1830, phái tự do gia tăng những đòi hỏi cải cách, và 1830 là năm mà quan điểm của phái tự do tạo ra một bước đột phá. Ở Thuỵ Điển, điều này được thể hiện bằng việc thành lập một tờ nhật báo là tờ Aftonbladet (Evening Press, Báo Buổi chiều) với Lars Johan Hierta là chủ bút (tổng biên tập). Cuộc đấu tranh của phái bảo thủ chống lại phái tự do đang lớn mạnh đạt đến cực điểm vào cuối thập niên 1830, được đánh dấu bởi những hành động chống lại tự do báo chí và những bản án kết tội phản bội. Những hành động đàn áp này đã vấp phải sự chỉ trích mạnh mẽ của phái tự do cũng như những cuộc xuống đường biểu tình của quần chúng. Cuối cùng thì phe cải cách giành thắng lợi: Vào năm 1840, Nghị viện – mà đa số thuộc phe đối lập, đã tiến hành cuộc "cải cách ở các bộ", nghĩa là giờ đây các bộ trưởng trở thành người đứng đầu của bộ liên quan, chịu trách nhiệm trước Nghị viện. Một cải cách có ý nghĩa quan trọng khác là việc ban hành một nền giáo dục cưỡng bách vào năm 1842.
Mặc dù nhà vua cai trị cứng rắn nhưng Thụy Điển đã phát triển mạnh. Một mặt thỏa mãn tối đa nhu cầu nội địa, mặt khác tăng cường xuất khẩu. Phương châm xử lý mọi việc của ông là hài hòa khai thác hợp lý, không tận thu những tài nguyên của quốc gia; hài hòa giữa xuất và nhập khẩu, giữa số lượng và chất lượng; giữa đời sống vật chất và tinh thần, giữa sản xuất kinh doanh với văn hóa – văn nghệ, giữa đời sống dân thường và đời sống quý tộc...Yếu tố con người được ông đặc biệt coi trọng. Ông biết lắng nghe những người có tâm huyết và biệt đãi người tài. Ngoài ra, ông dành ưu tiên số một cho giáo dục và liên tục đổi mới phương pháp sư phạm. Phương pháp cai trị của ông tạo được tự do dân chủ cho nhân dân, vô hình trung tạo điều kiện cho vua con Oscar I thực hiện các cuộc cải cách táo bạo với đất nước.
Khi Oscar I lên ngôi (1844-59), giai đoạn cải cách theo chiều hướng tự do hoá đã đạt được sức mạnh của nó. Thời ông, Thụy Điển tiến hành nhiều cuộc cải cách. Cải cách quan trọng nhất là việc ban hành quyền tự do kinh doanh (free entreprise) vào năm 1846, có nghĩa là xoá bỏ các phường hội; thay thế vào đó là các công ty thương mại và công nghiệp hoạt động tự do. Đồng thời, độc quyền về thương mại mà các thành phố đã nắm giữ từ thời Trung Cổ cũng bị bãi bỏ. Cuối cùng, với việc ban hành một quy chế vào năm 1864, tự do kinh doanh hoàn toàn trở thành hiện thực. Một số cải cách khác theo chiều hướng tự do hoá cũng được ban hành: quyền bình đẳng về thừa kế giữa nam và nữ (1845), quyền của những người phụ nữ không lập gia đình (1858), một bộ luật hình sự nhân đạo hơn (1855-64), quyền tự do tôn giáo (1860), và chính quyền tự quản của địa phương (1862). Một bước có ý nghĩa khác là quyết định vào năm 1854 buộc nhà nước phải có trách nhiệm trong việc xây dựng và quản lý các đường sắt chính. Cuộc cách mạng năm 1848 đã có ảnh hưởng trên toàn châu Âu. Tại Thuỵ Điển, đã có những rối loạn xảy ra ở Stockholm. Điều này khiến cho Vua Oscar I - một người có sáng kiến trong nhiều cải cách nêu trên, trở nên bảo thủ hơn.
Giai đoạn Oscar I trị vì, Thụy Điển củng cố thuộc địa Na-uy bằng cách lập chính quyền Vương thất bù nhìn ở vùng đất này năm 1847. Ông đề ra luật quốc tịch; hỗ trợ Đan Mạch trong cuộc chiến tranh với Phổ trong chiến tranh  Schleswig; đặt quân đồn trú tại Funen và Bắc Schleswig (1849-1850). Ông cũng là một trong những người bảo lãnh của sự toàn vẹn của Đan Mạch (Nghị định thư London, 08 tháng 5 năm 1852). Năm 1850, ông lập liên minh với Đan Mạch và các thuộc địa nhằm gây sức ép lên Nga Sa hoàng; duy trì trung lập trong chiến tranh Crimée (1854 - 1855)
Tuy nhiên sau khi Oscar I được thay thế bởi người con trai là Karl XV (trị vì 1859-72), Vương quốc Thụy Điển được phát triển nữa nhờ một loạt các cuộc cải cách:
- Lập pháp: quyền lực lúc này dần dần chuyển sang tay của Hội đồng Cơ mật (Privy Council), được đặt dưới sự lãnh đạo của bộ trưởng tài chính - Nam tước Johan August Gripenstedt và bộ trưởng tư pháp - Nam tước Louis De Geer; mà trong đó De Geer đóng vai trò quan trọng. Chính ông là người tiến hành cuộc cải cách Nghị viện Thụy Điển từ 1865 - 1866, bằng cách bãi bỏ Nghị viện của các đẳng cấp và thay bằng một nghị viện mới: Nghị viện Thuỵ Điển (Sveriges Riksdag, The Swedish Riksdag), với một hệ thống lưỡng viện gồm hai viện có quyền ngang nhau; được Vương thất phê chuẩn vào ngày 22.6.1866. Viện thứ nhất (về sau gọi là Thượng viện) được bầu từ các Hội đồng quản hạt ở các tỉnh và hội đồng đô thị ở các thành phố và thị trấn lớn. Chỉ những người có địa vị, tài sản và thu nhập cao mới được phép bầu cử. Tương tự như Thượng viên, Hạ viện được bầu từ nhân dân và chỉ những người giàu có (có tài sản, đóng thuế đầy đủ) mới được ứng cử. Chỉ có những nam công dân đủ 25 tuổi được quyền tham gia bầu cử. Những hạn chế này khiến cho chỉ có 21 % số đàn ông trên 21 tuổi ở Thuỵ Điển đủ tư cách để tham gia bầu cử Hạ viện. Theo thống kê trong cuộc bầu cử Nghị viện năm 1866,Första kammaren (Phòng Đầu tiên) bầu ra 155 thành viên và Andra kammaren (Phòng thứ hai) với 233 thành viên. Điểm mới trong thời gian này là, quốc vương Thụy Điển cho phép phụ nữ có quyền được bầu cử vào cơ quan nhà nước.
- Hành pháp: Hội đồng Cơ mật từng bước được nâng lên thành Nội các, hay Chính phủ. Do vương quốc chỉ vua nắm toàn bộ các quyền nên Nội các không có Thủ tướng, chỉ Quốc vụ khanh là đứng đầu chính phủ và kể từ năm 1876, Louis De Geer được coi như vị Thủ tướng đầu tiên trong lịch sử Thuỵ Điển (1876-1880).
- Tư pháp: xây dựng một hệ thống luật pháp ở toàn vương quốc như Luật tại xã (1862), Luật Giáo hội (1863) và Luật Hình sự (1864)

Về đối ngoại, nhà vua duy trì sự đoàn kết giữa 3 nước phía bắc đảo Scandinavia; quan hệ tốt với người anh em là vua Đan Mạch Frederick VII. Một nguồn tin cho rằng, ông đã hứa viện trợ cho Đan Mạch trong cuộc chiến 1864 nhưng do tình hình, nhà vua đã buộc phải trung lập. Trước khi băng hà, người vợ của ông là Louise đã sinh cho ông người con trai là Hoàng tử Karl, về sau lên ngôi vua Na-uy với tên hiệu Haakon VII. Nhà vua hiện nay, Harald V của Na Uy, là cháu nội của ông.
Có thể nhận định, cuộc cải cách Nghị viện năm 1866 đánh dấu bước tiến mới trong việc cải cách nhằm phát triển vương quốc Thụy Điển theo hướng dân chủ hóa nhà nước. Một là, cải cách này hạn chế được quyền lực của vua bằng cách buộc ông ta phải chia sẻ quyền lực của mình cho Nghị viện, một việc đáng lẽ phải được làm sớm hơn khi cao trào cách mang dân chủ tư sản diễn ra ồ ạt ở các quốc gia - mô hình "quân chủ lập hiến" (hay "dân chủ đại nghị" theo cách nói của các nhà nghiên cứu hiện nay) được khai sinh. Hai là, cải cách này cũng cho phép phụ nữ được bầu cử và quyết định bản thân và cuộc sống của mình - một "đột phá" lớn trong chính trị Thụy Điển thế kỷ 19, khi mà các nước châu Âu (và các châu lục khác) cấm phụ nữ đi bầu cử. Ba là, với cuộc cải cách trên, đời sống nhân dân được cải thiên rất nhiều so với các thời đại trước đó. Trước đó, Karl XIV (và các vua trước) rất quan tâm đến nhân dân và coi họ là gốc của chính quyền Thụy Điển. Nay với cải cách này, quyền lợi của nhân dân được bảo vệ bởi các đạo luật, tạo tiền đề cho việc hình thành một "Nhà nước phúc lợi" Thụy Điển về sau này.
Về sau, các quốc vương tiếp theo là Oscar II và Gustav V luôn đấu tranh với Nghị viện để đoạt lại quyền lực về tay nhà vua, nhưng trước áp lực của nhân dân và nhất là phong trào đấu tranh chống vua rất quyết liệt giữa các đảng phái chính trị Thụy Điển; nhà vua cuối cùng đã phải từ bỏ dần dần và quyền lực chính trị của nhà vua bị mất trên thực tế bởi các văn bản của Nghị viện Thụy Điển. Thỏa hiệp Torekov (Thụy Điển: Torekovskompromissen) được ký giữa các đảng Dân chủ Xã hội, Đảng Trung tâm, Đảng Nhân dân Tự do (trừ Đảng Cộng sản) vào mùa hè năm 1971, tuyên bố xóa bỏ quyền lực chuyên chế của nhà vua Gustav VI và từ lúc này, nhà vua chỉ còn quyền thực hiện các nghi lễ, nhưng không có quyền lực chính trị nào. Quyền lực chính trị của nhà vua bị tước mất hoàn toàn trong bản Hiến pháp năm 1974 (ban hành năm 1975). Theo Hiến pháp, quyền lực của vua sẽ được chuyển vào tay Hội đồng Nhà nước (Thụy Điển: Statsrådet) và Chính phủ. Thủ tướng chính phủ sẽ do Nghị viện bầu cử và ông có quyền đề cử và miễn nhiệm các ứng viên trong Nội các. Nghị viện được ban hành và chuẩn y các văn bản pháp luật mà không cần sự chuẩn y của Vương thất. Các nhân vật trong Vương thất không bị truy tố trước pháp, không được miễn trừ. Tuy nhiên, vua cũng được bạn chút ít quyền lợi khi được Hiến pháp cho phép nhà vua triệu tập các Hội nghị thường niên trong Tòa nhà Nghị viện, nhận thư của các đại sứ nước ngoài khi ngoại giao. Các quốc vương cũng là Chủ tịch Hội đồng Chính phủ (Thụy Điển: skifteskonselj) và ông có quyền thành lập chính phủ mới và thậm chí là cải tổ. Vua triệu tập Nghị viện và Chính phủ 4 năm một lần để nghe báo cáo của Thủ tướng về tình hình trong nước cũng như bên ngoài. Cụ thể trong thảm họa sóng thần 2014 làm nhiều người Thụy Điển bị chết, Thủ tướng Thụy Điển Göran Persson bị chỉ trích vì thái độ thờ ơ, chậm chạp để giúp đỡ người thân của những người chết do sóng thần. Các quốc vương cũng là chủ tịch Hội đồng tư vấn ngoại giao, nói chuyện với các đại điện trong các đảng phái...

## Những biểu tượng của chế độ quân chủ

### Vương miện
Vương miện được lưu trữ trong phòng lưu giữ nằm dưới cung điện Vương thất ở Stockholm, nay được bảo tàng lưu giữ và cho trưng bày trước công chúng vào năm 1970. Trong số các hiện vật trong bảo tàng thì có: thanh kiếm của Gustav Vasa và vương miện, quả cầu, vương trượng và khóa của vua Erik XIV. Vương miện được sử dụng lần cuối vào thời Oscar II, về sau khi con trai lên ngôi thì không sử dụng và tân vương cũng từ chối lễ đăng quang. Trang phục Vương thất không sử dụng từ 1907 ở cung điện khi thiết triều, chỉ sử dung trong đám cưới, tang lễ và nghi lễ tôn giáo. Cho đến năm 1974, vương miện và vương trượng cũng được đặt trên ngai vua làm bằng bạc tại lễ khai mạc trọng thể hàng năm của Riksdag.

### Huy hiệu Hiệp sĩ Vương thất
Huy hiệu Vương thất Thụy Điển xuất hiện năm 1606, do các doanh nhân người Do Thái chế tạo ra. Các huy hiệu được sản xuất ồ ạt vào thế kỷ 18 và được chính thức cấp phép sản xuất bởi Frederick I, năm 1748. Năm 1974, Nghị viện thay đổi các điều kiện và tiêu chuẩn cụ thể để công dân có thể được Nhà nước tăng Huy hiệu cao quý đó. Huy hiệu Vương thất (Thụy Điển: Serafimerorden) chỉ được trao cho nguyên thủ nước ngoài và các thành viên của Vương thất; huy hiệu "Ngôi sao Bắc Cực" được trao cho công dân nước ngoài đang cư trú ở vương quốc. Sau cải cách, thanh gươm vương thất không được sử dụng nữa. Sau 1975, Huân chương Nhà vua là vinh dự cao nhất có thể được trao cho công dân Thụy Điển khác hơn là các thành viên của Vương thất.

### Nơi ở của Vương thất Thụy Điển
Vương thất Thụy Điển có nhiều cung điện và bao gồm: cung điện Vương thất ở Stockholm, Cung điện Drottningholm, Haga Palace, Rosendal Palace, Ulriksdal Palace, Rosersberg Palace, Tullgarn Palace và Gripsholm Castle, đều là tài sản của vương thất và đặt dưới sự quản lý của Hội đồng quản trị (Thụy Điển: Statens fastighetsverk). Ngoài ra, một số nơi được vương thất sở hữu riêng như Solliden Palace trên đảo Öland, một ngôi nhà ở Storlien trong Jämtland và Villa Mirage ở Sainte-Maxime ở miền nam nước Pháp (được mua lại bởi Vương tử Bertil).

#### Cung điện Vương thất
The Royal Palace ( KUNGLIGA slottet ), còn được gọi là Cung điện Stockholm (Thụy Điển: Stockholm Slott ), là nơi ở chính thức của nhà vua. The Royal Palace nằm trên Stadsholmen ("thành phố đảo, đảo thị"), thường được gọi là Gamla Stan ("Thị trấn Cổ) ở thành phố thủ đô Stockholm. Các phòng của nhà vua và các thành viên khác của Vương thất Thụy Điển; văn phòng của Triều đình Vương thất được đặt tại cung điện. Cung điện được sử dụng cho các dịp lễ trọng đại trong Vương thất, Nhà nước. Cung điện được bảo vệ bởi đội Vệ binh Vương thất (có chân trong quân đội Thụy Điển). Đội Vệ binh này có nhiệm vụ: bảo vệ tại nơi cư trú của vương thất, duy trì luật pháp và trật tự trong thành phố và cung cấp dịch vụ cứu hỏa.
Xung quanh Cung điện Vương thất là các con dốc dẫn thành viên lên cung điện, được tạc nhiều phong cách: Mặt tiền phía Nam theo phong cách lớn Slottsbacken; mặt tiền phía đông là Skeppsbron (dọc bờ sông), miền Bắc là Lejonbacken với hình khắc các con sư tử Medici trên lan can bằng đá; phía tây là phong cách Högvaktsterrassen . Cung điện mở cửa quanh năm, khách muốn vào thăm thì phải trả tiền vé.
Tòa nhà đầu tiên là lâu đài Tre Kronor, nguyên xưa là pháo đài xây vào thế kỷ 13 bởi Birger Jarl mà thành; là biểu tượng Vương thất Thụy Điển. Cuối thế kỷ 16, vua Johan cách tân lâu đài theo phong cách Baroc do kiến trúc sư Nicodemus Tessin thiết kế. Bị cháy bất ngờ năm 1690, lâu đài được xây lại trong 63 năm thì xong. Các tòa nhà trong lâu đài được xây dựng xong: phía tây ngoài sân (1734); cung điện (1740); phía tây (1760, Vương thất đã trú ở đây). Các thanh viên Vương thất đã chuyển tới cung điện với cánh phía tây nam, đông nam, và Đông Bắc. Ở miền Bắc, Lejonbacken (các "Slope Lion") được xây dựng lại 1824-1830.

#### Drottningholm Palace
Drottningholm Palace (Thụy Điển: Drottningholms Slott ) được đặt tại Drottningholm trên đảo Lovön (trong khu vực Ekerö  của Stockholm County), và là một trong những cung điện của Vương thất Thụy Điển. Ban đầu nó được xây dựng vào cuối thế kỷ thứ 16. Nó đã phục vụ như một nơi cư trú của các thành viên gia đình Vương thất Thụy Điển trong hầu hết các thế kỷ 18 và 19. Ngoài việc là nơi ở của Quốc vương và Vương hậu, Drottningholm Palace là một điểm thu hút du lịch nổi tiếng.
Những khu vườn và các khu vực xung quanh công viên của Drottningholm Palace và liền kề với tòa nhà của mình là một trong những điểm thu hút chính cho các khách du lịch đến thăm cung điện mỗi năm. Những khu vườn đã được thành lập trong giai đoạn từ khi cung điện được xây dựng đầu tiên, với nhiều phong cách khác nhau. Nó đã được thêm vào danh sách Di sản Thế giới vào năm 1991.

#### Haga Palace
Haga Palace (Thụy Điển: Haga Slott ), trước đây gọi là Queen's Pavillion (Thụy Điển: Drottningens paviljong ), nằm trong Công viên Haga, Solna tại Trung tâm thương mại Stockholm. Cung điện được xây dựng từ 1802 - 1805 theo mô hình biệt thự Ý bởi kiến trúc sư Carl Christoffer Gjörwell. Đây là nơi nghỉ mát mùa hè của Vương thất Thụy Điển - đáng chú ý là nó là nơi sinh của Vua Carl XVI Gustaf - cho đến năm 1966 khi vua Gustaf VI Adolf chuyển giao nó cho chính phủ để Thủ tướng làm thành nhà khách để tiếp đón khách nước ngoài (nguyên thủ quốc giavà người đứng đầu chính phủ et cetera).
Vào tháng 4 năm 2009, nó đã được công bố bởi Thủ tướng Fredrik Reinfeldt, rằng quyền quản lý cung điện sẽ được chuyển trở lại của nhà vua và do đó có thể được sử dụng bởi Victoria, Thái nữ Thụy Điển, và chồng bà, Vương thân Daniel, Công tước xứ Västergötland. Họ di chuyển vào cung điện trong mùa thu sau khi họ cưới vào ngày 19 Tháng 6 năm 2010.

## Danh sách các quốc vương Thụy Điển

### Các quốc vương thần thoại Thụy Điển
- Randver của Hervarsagan
- Sigurd Ring (?-770)
- Björn Järnsida (800, tàn phá nước Pháp (Vikings))
- Erik Björnsson
- Erik Refilsson
- Anund Uppsale
- Björn på Håga
- Erik Anundsson
- Erik Väderhatt
- Björn Eriksson

### Các quốc vương Thụy Điển
- Triều đại Munso:

1. Erik[93] Segersäll (Erik Người chiến thắng): 970-995
2. Olof Skötkonung: 995-1022
3. Anund Jakob: 1022-1050
4. Emund den gamle: 1050-1060

- Triều đại Stenkil:

1. Stenkil: 1060-1066
2. Erik och Erik (phần tử nổi dậy): 1066-1067
3. Hallsten Stenkilsson: 1067-1070
4. Anund Gårdske: 1070-1075
5. Håkan Röde: 1070-1079
6. Inge Stenkilsson: 1080-1084
7. Blot Sven: 1805-1110
8. Filip Hallstensson: 1100-1118
9. Inge Halstensson: 1118-1125
10. Rognvald Knaphövde: 1125-1126

- Triều đại Sverker và Triều đại Eric:

1. Sverker I den äldre (Sverker Già): 1130-1156
2. Erik IX den helige (Thánh Erik): 1156-1160
3. Magnus II Henriksson: 1160-1161
4. Karl VII Sverkersson[94]: 1161-1167
5. Kol: 1167-1196
6. Sverker II den yngre Karlsson (Sverker Karlsson Trẻ): 1196-1208
7. Erik X Knutsson: 1208-1216
8. Johan Sverkersson: 1216-1222
9. Erik XI Eriksson: 1222-1229
10. Knut II Långe: 1229-1234
11. Erik XI Eriksson: 1234-1250

- Triều đại Bjälbo:

1. Valdemar Birgersson: 1250-1275
2. Magnus III Birgersson: 1275-1290
3. Erik Birgersson: 1290-1318
4. Mats Kettilmundsson: 1318-1319
5. Magnus IV Eriksson: 1319-1364
6. Erik XII Magnusson: 1357-1359
7. Haakon VI Magnusson: 1362-1364

- Triều đại Mecklenburg:

1. Albrekt av Mecklenburg: 1364-1389

- Liên minh Kalmar:

1. Margareta Valdemarsdotter: 1389-1412
2. Erik XIII Pomenaria: 1412-1439
3. Engelbrekt Engelbrektsson: 1435-1436
4. Karl VIII Knutsson: 1438-1440
5. Kristoffer: 1441-1448
6. Bengt Jönsson (Oxenstierna) và Nils Jönsson (Oxenstierna): 1 - 6/1448
7. Karl VIII: 1448-1457
8. Jöns Bengtsson (Oxenstierna) - tổng giám mục UPSALA, và Erik Axelsson (TOTT): 3 - 6/1457
9. Kristian I: 1457-1464
10. Karl VIII: 1464-1465
11. Kettil Karlsson (Vasa), giám mục của Linköping: 26 tháng 12 năm 1464 - ngày 11 tháng 8 năm 1465
12. Jöns Bengtsson (Oxenstierna): 11 tháng 8 năm 1465 - 18 tháng 10 năm 1466
13. Erik Axelsson (Tott): 18 Tháng 10 1466 - 12 tháng 11 năm 1467
14. Karl VIII: 1467-1470
15. Sten Sture the Elder: 16 tháng 5 1470 - 6 tháng 10 năm 1497
16. John II ("Hans"): 6 tháng 10, 1497 - tháng 8 năm 1501
17. Sten Sture the Elder: 12 tháng 11, 1501 - 14 tháng 12, 1503
18. Svante Nilsson: 21 tháng 1, 1504 - 31 tháng 12, 1511 hoặc 2 tháng 1, 1512
19. Erik Arvidsson Trolle: Giữa tháng 1 - 23 tháng 7 năm 1512
20. Sten Sture the Younger: 23 tháng 7, 1512 - 3 tháng 2, 1520
21. Kristian II Tyrann: 1 tháng 11 năm 1520 - 23 tháng 8 năm 1521

- Triều đại Vasa:

1. Gustav I: 1521-1560
2. Eric XIV: 1560-1568
3. John III: 1568-1592
4. Sigmund: 1592-1599
5. Charles IX: 1604-1611
6. Gustavus Adolphus: 1611-1632
7. Christina: 1632-1654

- Triều đại Wittelsbach:

1. Charles X Gustav: 1654-1660
2. Charles XI: 1660-1697
3. Charles XII: 1697-1718
4. Ulrika Eleanora: 1718-1720

- Triều đại Hesse:

1. Frederick: 1720-1751

- Triều đại Oldenburg:

1. Adolph Frederick: 1751-1771
2. Gustav III: 1771-1792
3. Gustav IV Adolph: 1792-1809
4. Charles XIII: 1809-1818

- Triều đại Bernadotte:

1. Karl XIV Johan: 1818-1844
2. Oscar I: 1844-1859
3. Charles XV: 1859-1872
4. Oscar II: 1872-1907
5. Gustaf V: 1907-1950
6. Gustaf VI Adolf: 1950-1973
7. Carl XVI Gustaf: 1973-nay